# Греко-буддистське мистецтво

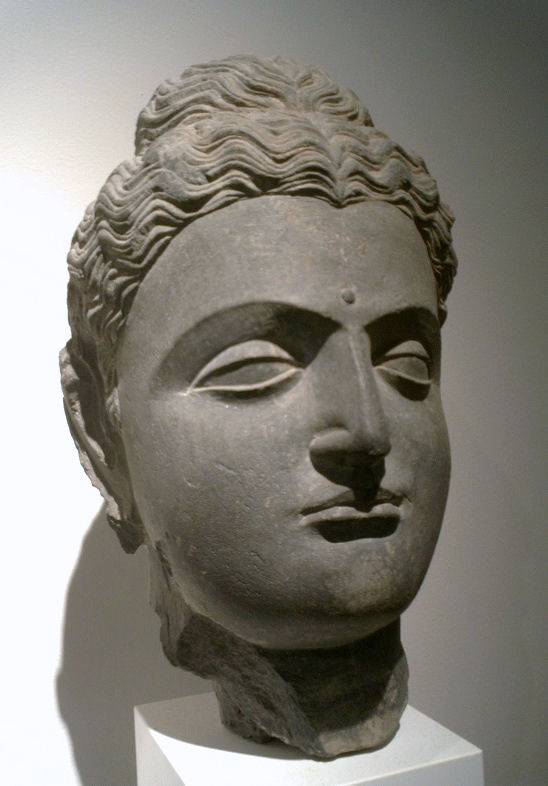
Будда з Гандхари, I–II ст. н. е.

Греко-буддистське мистецтво — це мистецьке вираження греко-буддизму, культурний синкретизм між культурою Стародавньої Греції та буддизмом, яке розвивалось протягом майже 1000 років в Центральній Азії в періоді між завоюваннями Александра Македонського в IV ст. до н. е. та ісламськими завоюваннями в VII столітті. Греко-буддистське мистецтво характеризується сильним ідеалістичним реалізмом та чуттєвим описом елліністичного мистецтва та першими зображеннями Будди в людські подобі, що допомогло визначити мистецький (зокрема, скульптурний) канон буддистського мистецтва по всій Азії аж до сучасності. Воно також є значним прикладом культурного синкретизму між східною та західною традицією.
Витоки греко-буддистського мистецтва — в елліністичному Греко-Бактрійському царстві (250–130 рр. до н. е.), яке розташовувалось на території сучасного Афганістану, з якого елліністична культура поширилась на Індійський субконтинент зі створенням Індо-грецького царства (180–10 рр. до н. е.). Під владою індо-греків, а потім кушанів, взаємодія грецької та буддистської культури розвивалась на території Гандхара, сьогоднішній північний Пакистан, перш ніж поширитись в Індію, вплинувши на мистецтво Матхура, а потім і індуїстське мистецтво імперії Гуптів, яка займала решту Південно-Східної Азії. Вплив греко-буддистського мистецтва поширився і на північ Центральної Азії, вплинувши на мистецтво Таримського басейну, а відповідно і на мистецтво Китаю, Кореї та Японії.

## Елліністичне мистецтво в південній Азії

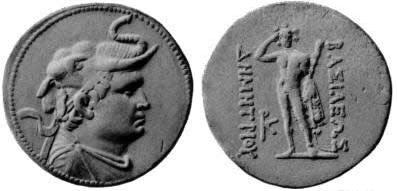
Срібна монета, що зображує греко-бактрійського царя Деметрія I (200–180 р. до н. е.), на голові якого скальп слона, символ його завоювання Індії. Реверс: Геракл, що тримає шкуру лева та палицю на руці. Текст: ΒΑΣΙΛΕΩΣ ΔΗΜΗΤΡΙΟΥ — BASILEŌS DĒMĒTRIOU «царя Деметрія».

На території Бактрії та Согдіани, а пізніше північної Індії виникли сильні елліністичні держави та існували протягом трьох сторіч після завоювань Александра Македонського бл. 330 року до н. е.: Держава Селевкідів до 250 р. до н. е., за нею Греко-Бактрійське царство до 130 р. до н. е. та Індо-грецьке царство з 180 р. до н. е. до бл. 10 р. до н. е.
Найчистіші приклади елліністичного мистецтва можна побачити в монетах греко-бактрійських царів того періоду, напр. Деметрія I. Багато монет того періоду були знайдені, включно з найбільшими срібними та золотими монетами, які коли-небудь чеканились в елліністичному світі, за мистецькою та технічною складністю серед найкращих: вони «демонструють ступінь індивідуальності, якої ніколи не було в більш прісних образах їх сучасників — правителів далі на Захід». («Греція та елліністичний світ»).
Ці елліністичні царства створювали міст за грецькою моделлю, наприклад Ай-Ханум в Бактрії, де були знайдені чисто елліністичні архітектурні риси та статуї та залишки аристотелівських папірусних робіт та скарби монет.

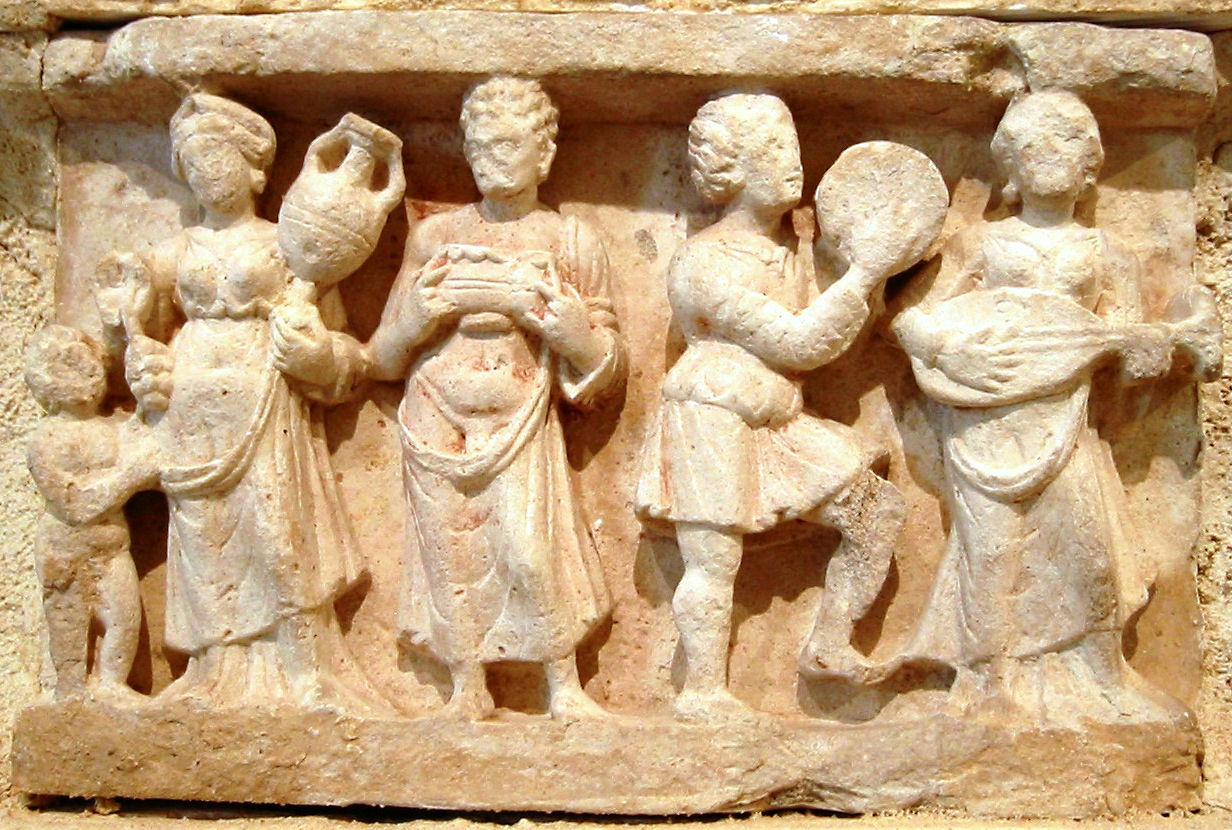
Пиття вина та музика (Деталь зі ступи Чакгіл-і-Ґоунді, Хадда, I–II ст. н. е.).

Це грецькі елементи поширились у північно-західну Індію разом з вторгненням туди греко-бактрійців в 180 р. до н. е., коли вони заснували Індо-грецьке царство. Були засновані укріплені грецькі міста, напр. Сіркап в північному Пакистані. архітектурні стилі використовували елліністичні орнаментальні мотиви, напр. фруктові гірлянди та сувої. Були знайдені кам'яні дощечки для ароматичний олій з чисто елліністичними темами, напр. нереїда, яка їде на кетосі (морському монстрі).
У Хадді були знайдені зображення елліністичних богів, напр. Атлантів та богів вітру. Зображення останніх вплинуть на зображення богів вітру по всій Азії, аж до Японії. Діонісійські сцени зображують людей в давньогрецькому вбранні, які п'ють вино та грають на музичних інструментах.

## Взаємодія
Коли греки вторглися в Індію та заснували Індо-грецьке царство, почалося поєднання елліністичних та буддистських елементів, чому сприяло добре ставлення грецьких царів до буддизму. Ця мистецька традиція розвивалася декілька сторіч та ще більше розквітла в Кушанській імперії з I ст. н. е.

### Мистецька модель

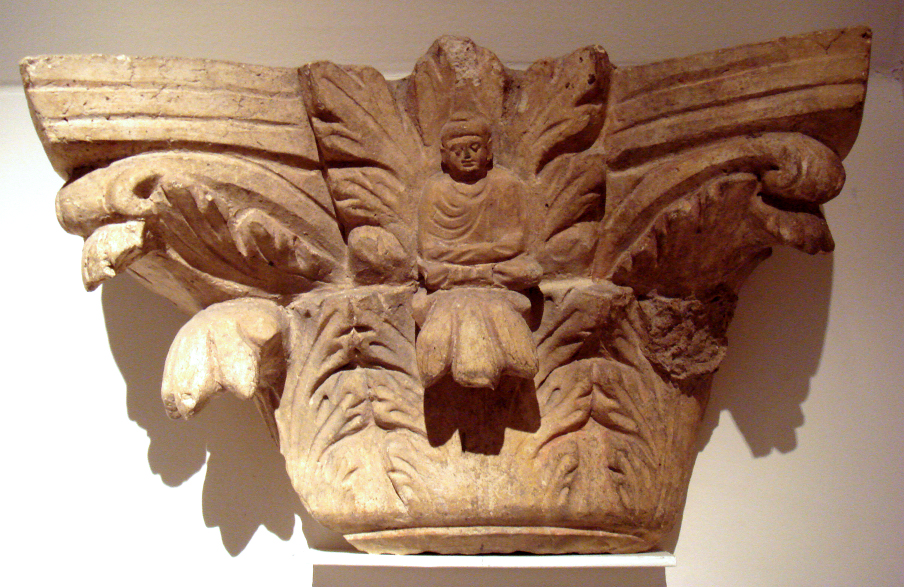
Індо-каринфський капітель з Буддою по центру, III–IV сторіччя, Гандхара.

Греко-буддистське мистецтво зображує життя Булли у візуальних образах, ймовірно з використанням живих моделей та концепцій, які були доступні митцям того періоду. Бодгісаттв зображували як індійських принців з оголеним торсом та в ювелірних прикрасах, а Будд — як грецьких царів, вдягнених в легкі, схожі на тоги гіматії. Будівлі, в яких вони зображені, мають грецький стиль, індо-коринфські капітелі та грецькі декоративні сувої. Їх оточують боги з грецького (Атлант, Геракл) та індійського (Індра) пантеонів.

### Матеріали
Скульптори Гандхари широко використовували не лише камінь, а й стукко для прикрашення монастирських та культових будівель. Стукко, будучи високо-пластичним засобом, надавало майстрам можливості для виразності у скульптурі. Скульптура стукко була популярна всюди, де буддизм поширився з Гандхари — Індії, Афганістані, Центральній Азії та Китаї.

### Стилістична еволюція
Стилістично, греко-буддистське мистецтво почалося як дуже витончене та реалістичне, як це видно зі «стоячих Будд», з «реалістичним зображенням складок та натяком на об'єм, як в найкращих зразках грецького мистецтва» (Boardman). Однак з часом воно втратило цей складний реалізм та ставало протягом століть більш символічним та декоративним.

### Архітектура
Наявність ступ в грецькому місті Сіркап, що було побудовано Дементрієм бл. 180 р. до н. е, вже вказує на сильний синкретизм між еллінізмом та буддизмом, а також іншими релігіями — індуїзмом та зороастризмом. Стиль ступи є грецьким, з коринфськими колонами найвищої елліністичної майстерності.

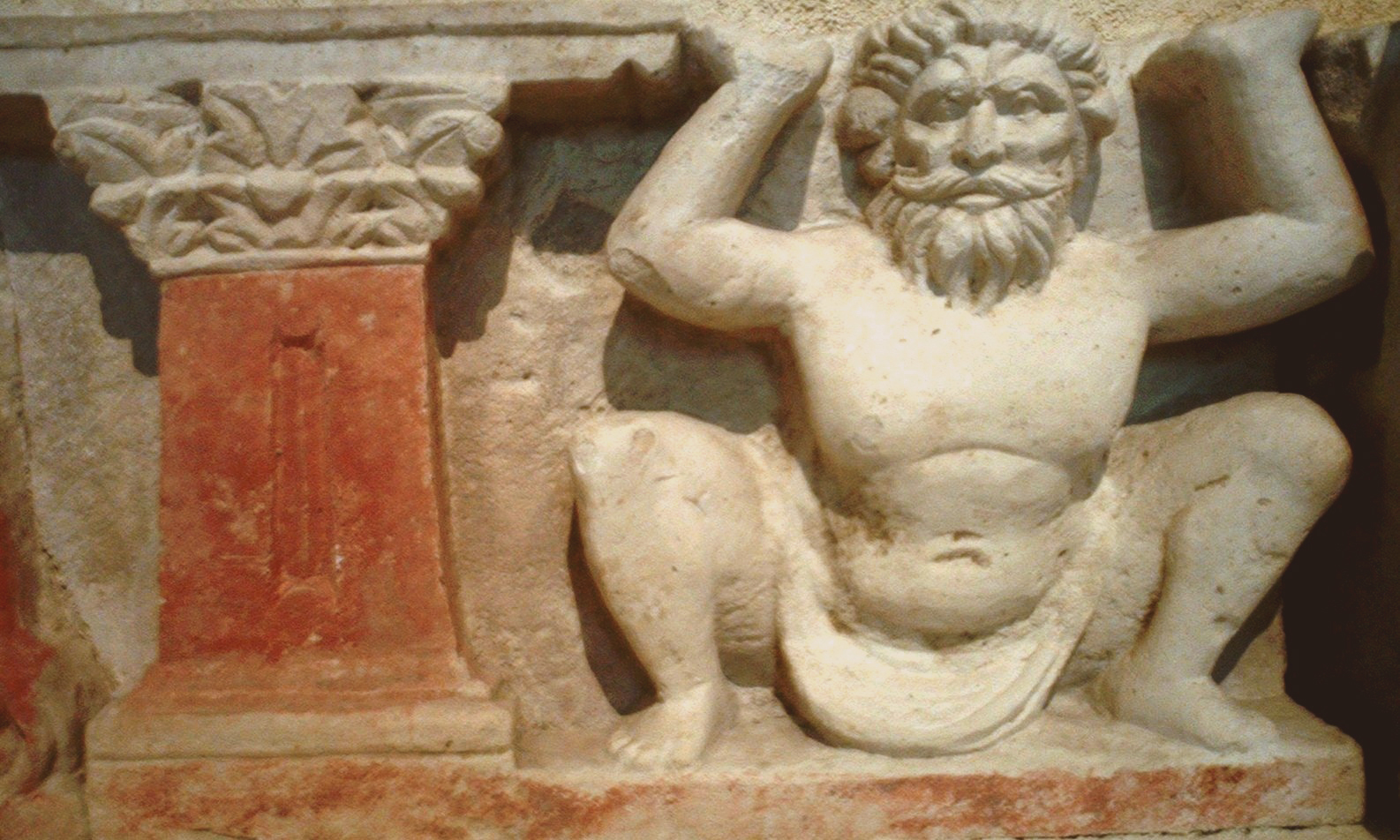
Титан Атлант, що підтримує буддистський монумент, Хадда.

Пізніше в Хадді, сучасний Афганістан, грецьке божество Атлант зображений підтримуючим буддистські монументи з орнаментованими грецькими колонами. Цей мотив був широко прийнятий по всьому Індійському субконтиненту, але Атланта замінили на індійського Якшу в пам'ятниках Династії Шунга бл. II ст. до н. е.

### Будда

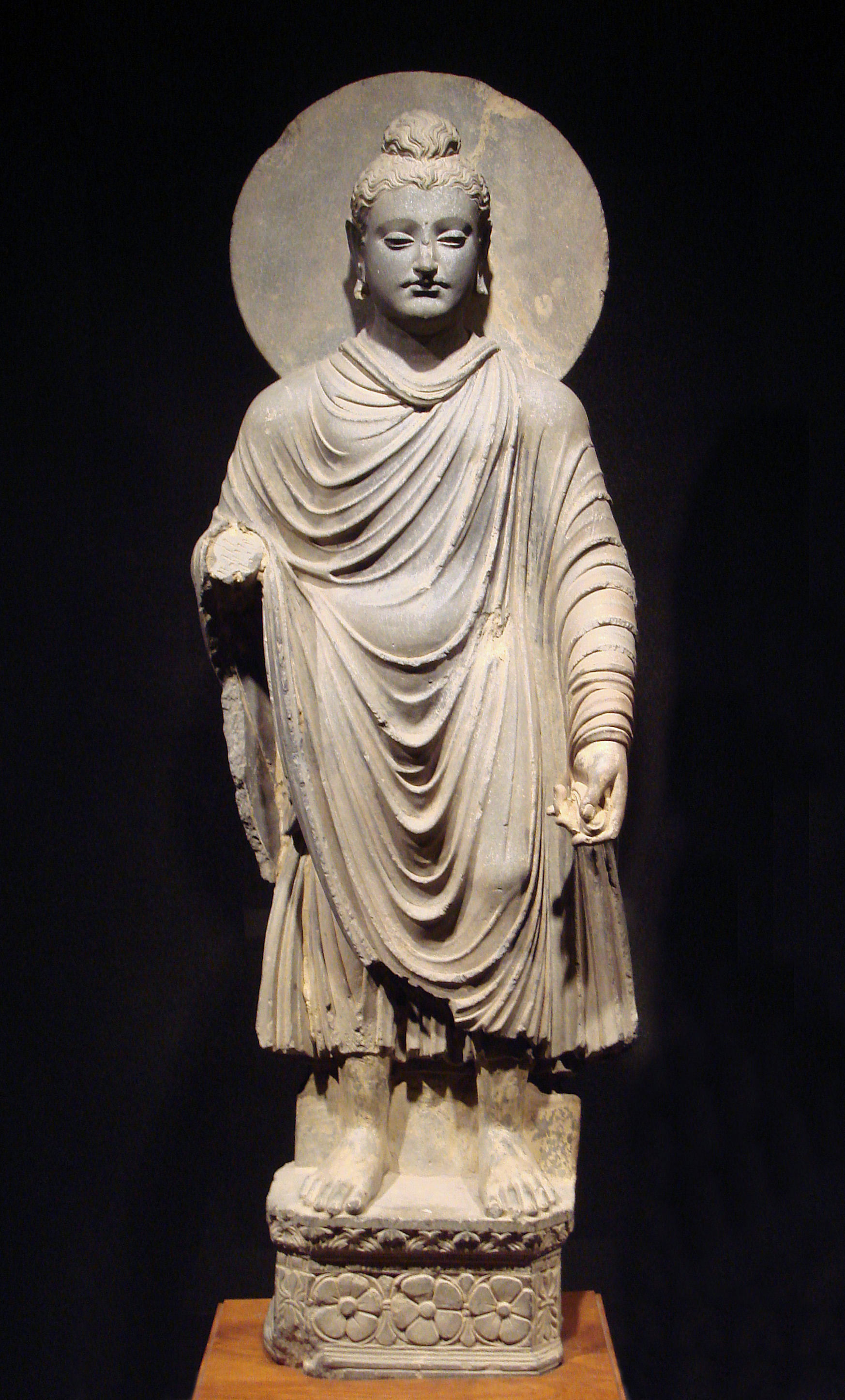
Одне з перших зображень Будди, I–II ст. н. е., Гандхара: Стоячий Будда, Токійський національний музей.

Десь в періоді між II ст. до н. е. та I ст. н. е. з'явилися перші антропоморфічні зображення Будди. У більш ранньому буддійському мистецтві такі зображення були відсутні і Будду зображували символами: ступою, деревом Бодхі, пустим сидінням, колесом або слідами ніг. Однак цей нове антропоморфічне зображення Будди швидко досягли високого рівня скульптурної майстерності, натхненне скульптурними стилями елліністичної Греції.
Багато зі стилістичних елементів у зображенні Будди вказують на грецький вплив: грецький гіматій (легкий, схожий та тогу одяг що вкриває обидва плеча: до цього нововведення буддистських персонажів завжди представляли вдягненими у дхоті, яке покриває лише нижню частину тіла), німб, поза контрапост у стоячих фігур (дивись: стоячі Будди Гандхари I–II століття та), стилізоване середземноморське кучеряве волосся, зав'язане згори у вузол, ймовірно позичено зі стиля Аполлон Бельведерський (330 р. до.н. е.), та зважена якість обличчя, всі виконані з сильним мистецьким реалізмом (дивись: Грецьке мистецтво). Деякі зі стоячих Будд (як на приведеному зображенні) були виконані у специфічно грецькій техніці виконання рук та деколи ніг з мармуру для надання більшої реалістичності, а решти тіла — з іншого матеріалу.
Альфред Фухе зокрема вважав елліністичні окремо стоячі Будди «найбільш красивими та певно найбільш древніми з Будд», датуючи їх I ст. до н. е. та вважаючи початковою точкою антропоморфічних зображень Будди.

#### Розвиток

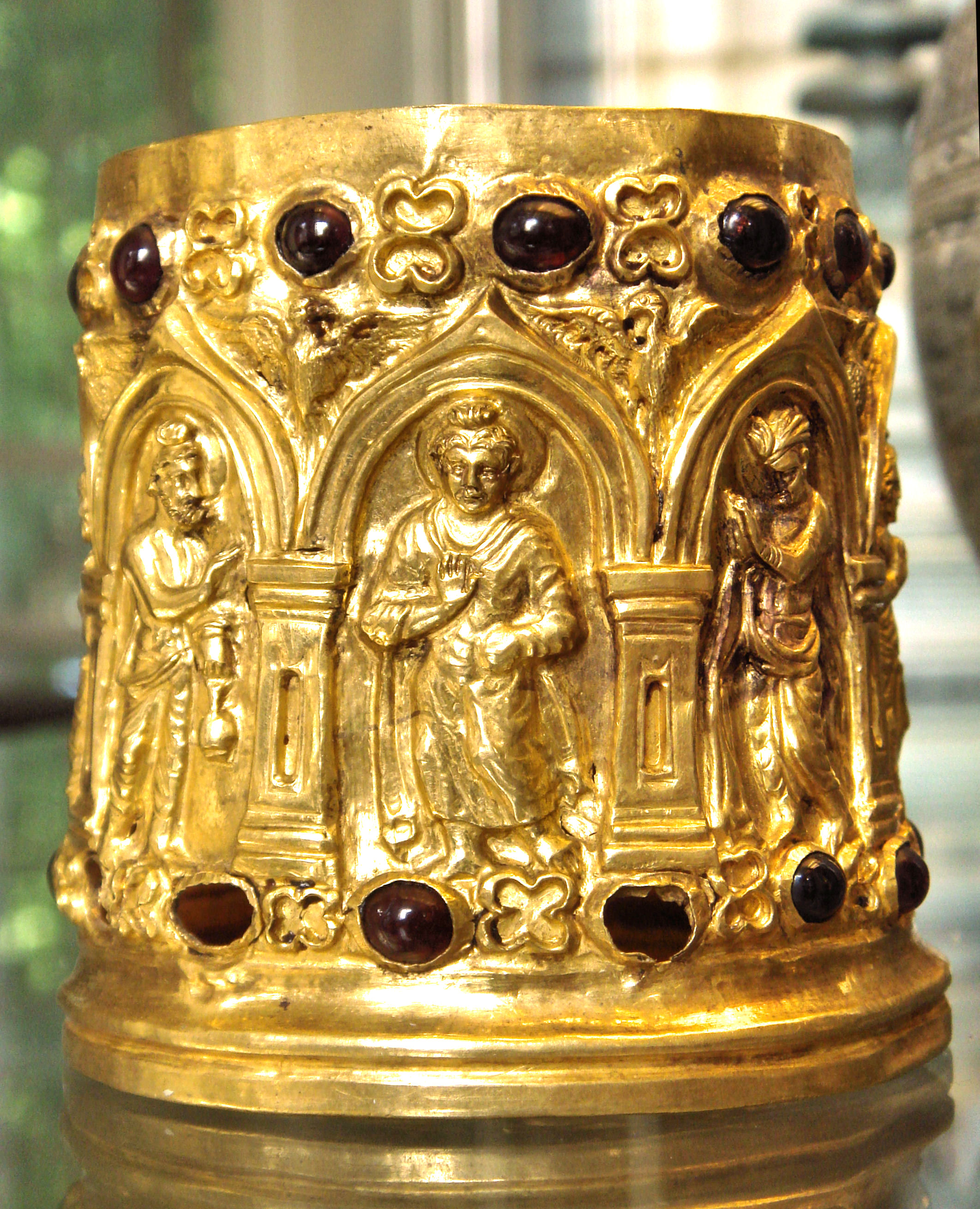
Бімарська скринька з зображенням Будди, бл. 30-10р. до н. е. Британський музей

Існує суперечка щодо точної дати розвитку антропоморфічних зображень Будди, і від позиції в ній залежить чи це нововведення пішло прімо від індо-греків, чи було зроблено пізніше індо-скіфами, індо-парфами чи кушанами під елліністичним мистецьким впливом. Більшість з ранніх зображень Будди (особливо стоячі Будди) не містять ніяких написів, що ускладнює їх точне датування. Найбільш раннє відоме зображення Будди з приблизним датуванням — Бімарська скринька, яку було знайдено закопаною з монетами індо-скіфського царя Азеса II (можливо Азеса I, оскільки існування Азеса II деякими вченими оскаржується), що вказує на 30–10 р. до н. е., хоча і щодо цієї дати є суперечки.

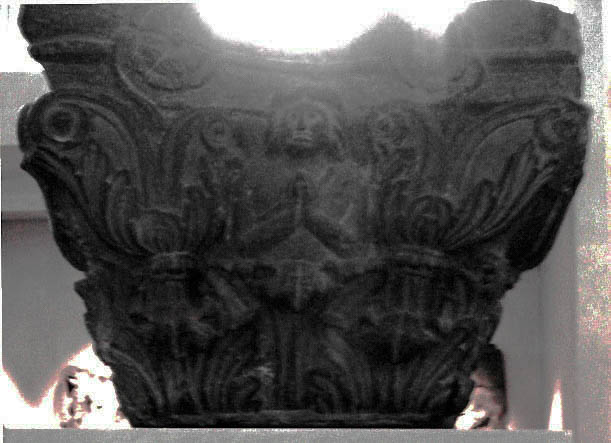
Індо-коринфський капітель зі ступи Буткара, під яким була знайдена монета Азеса II. 20 р. до.н. е. або раніше (Міський музей античного мистецтва (Турин))

Таке датування, як і в цілому елліністичний стиль та поза Будди на Бімарській скриньці (гіматій, поза контрапост, загальний вигляд) вказують, що це можливо індо-грецька робота, яка використовувалась індо-скіфами у релігійних служіннях скоро після закінчення індо-грецького правління Гандхари. Скринька вже містить досить складну іконографію (Брахма та Сакра як прислужники, Бодгісаттви) в розвиненому стилі, що натякає, що на той час існували вже і більш ранні зображення Будди, відсилаючи датування створення перших зображень до індо-греків (Альфред Фухе та інші).
Наступні греко-буддистські знахідки, які чітко датовані, — досить пізні, напр. кушанські Скринька Канішки та буддистські монети Канішки. Ці роботи принаймні вказують на те, що в I ст. н. е. антропоморфне зображення Будди було вже поширеним.

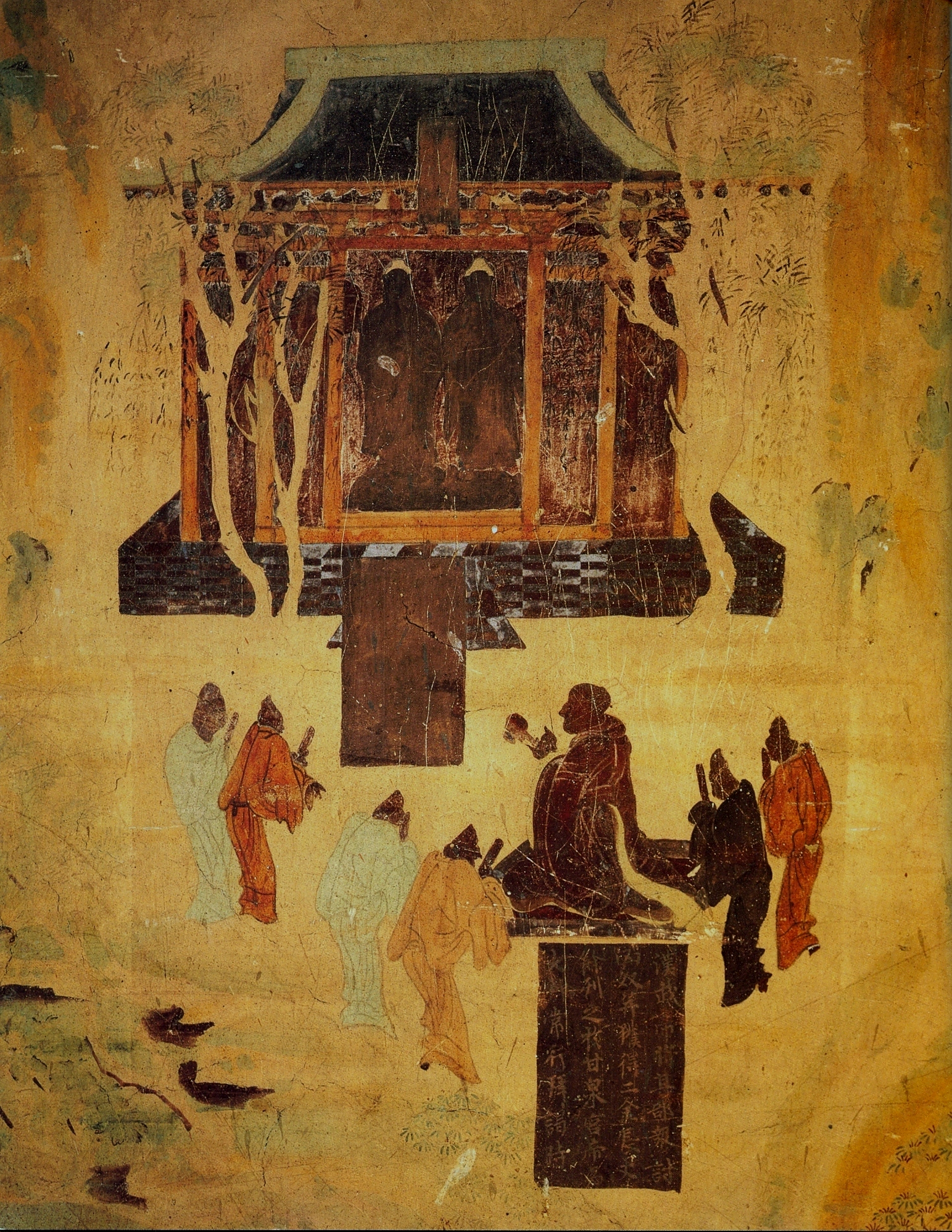
Фреска з зображенням імператора Лю Че (156-87 р. до н. е.), що поклоняється статуї Будди, Печери Могао, Дуньхуан, бл. VIII ст. н. е.

З іншого боку, китайські історичні джерела та фрески міста Дуньхуан в Таримському басейні точно описують подорожі дослідника та посла Чжан Цянь до Центральної Азії аж до Бактрії бл. 130 р. до н. е., і ті ж фрески зображують імператора Лю Че (156–87рр. до н. е.), що поклоняється буддистським статуям, пояснюючи їх як «золотих людей, принесених 120 р. до н. е. великим генералом імператора після його походів на кочівників.» Хоча в китайській історичній літературі не має іншої згадки про те, що Лю Че поклонявся Будді, фрески вказують на те, що статуї Будди існували в II ст. до н. е., тобто в часи індо-греків.
Пізніше, китайський літопис Хоу Ханьшу так описує запит щодо буддизму, зроблений бл. 67 р. н. е. імператором Лю Чжуан (58-75рр. н. е.). Він послав дипломатичну місію до юечжі в північно-західній Індії, яка привезла назад картини та статуї Будди, що підтверджує їх існування до цього року:
«Імператор, щоб знайти справжню доктрину, надіслав посольство до Тяньжу (天竺, північно-західна Індія) щоб дізнатися про доктрину Будди, після чого картини та статуї з'явились в Середньому царстві.»
Індо-китайська традиція також пояснює те, що Нагасена, також відомий як буддистський вчитель Менандра I, створив в 43 р. до н. е. в місті Паталіпутра статую Будди, відому як Смарагдовий Будда, яка була пізніше привезена до Таїланду.

#### Мистецька модель

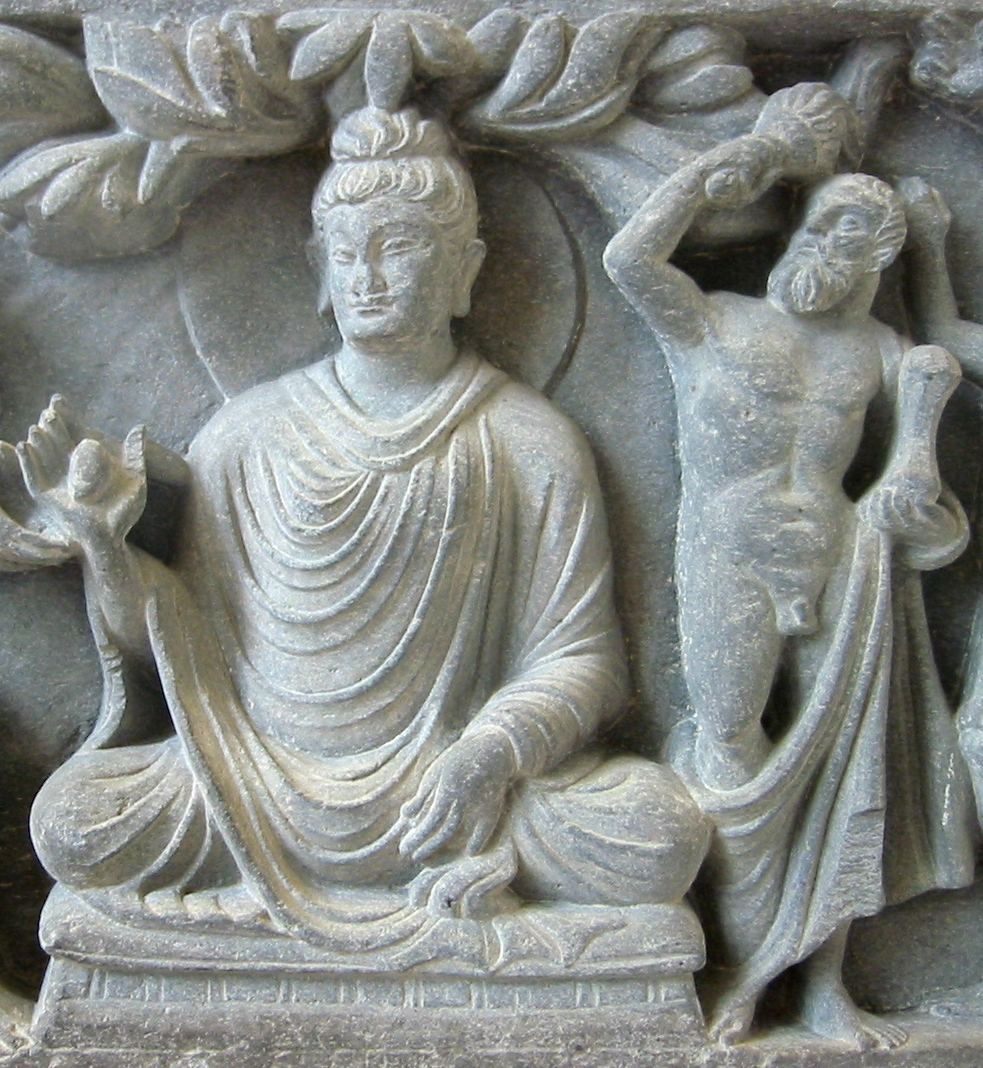
Зображення Геракла — Вайшравани як захисника Будди, 2 ст. н. е., Гандхара, Британський музей.

В Гандхарському мистецтві Будду часто зображували під покровительством Геракла, що стоїть зі своєю палицею (пізніше — діамантовим жезлом), спертою на руку. Це незвичне зображення Геракла — те саме, що і на реверсі монет Деметрія, і асоціюється виключно з ним (та його сином Етидемосом II).
Досить скоро зображення Будди було інкорпоровано в архітектурні дизайни, напр. коринфські колони та фризи. Сцени з життя Будди як правило зображуються в грецькому середовищі, а персонажі носять грецький одяг.

### Боги та Бодхісатви

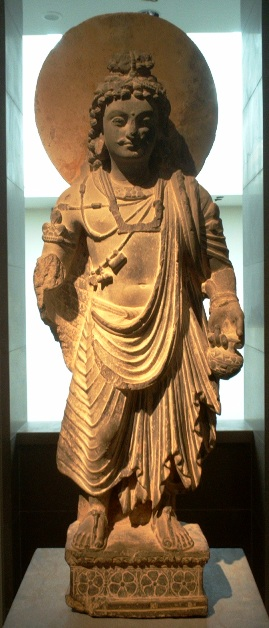
Бодгісаттва Майтрея, II ст. н. е., Гандхара.

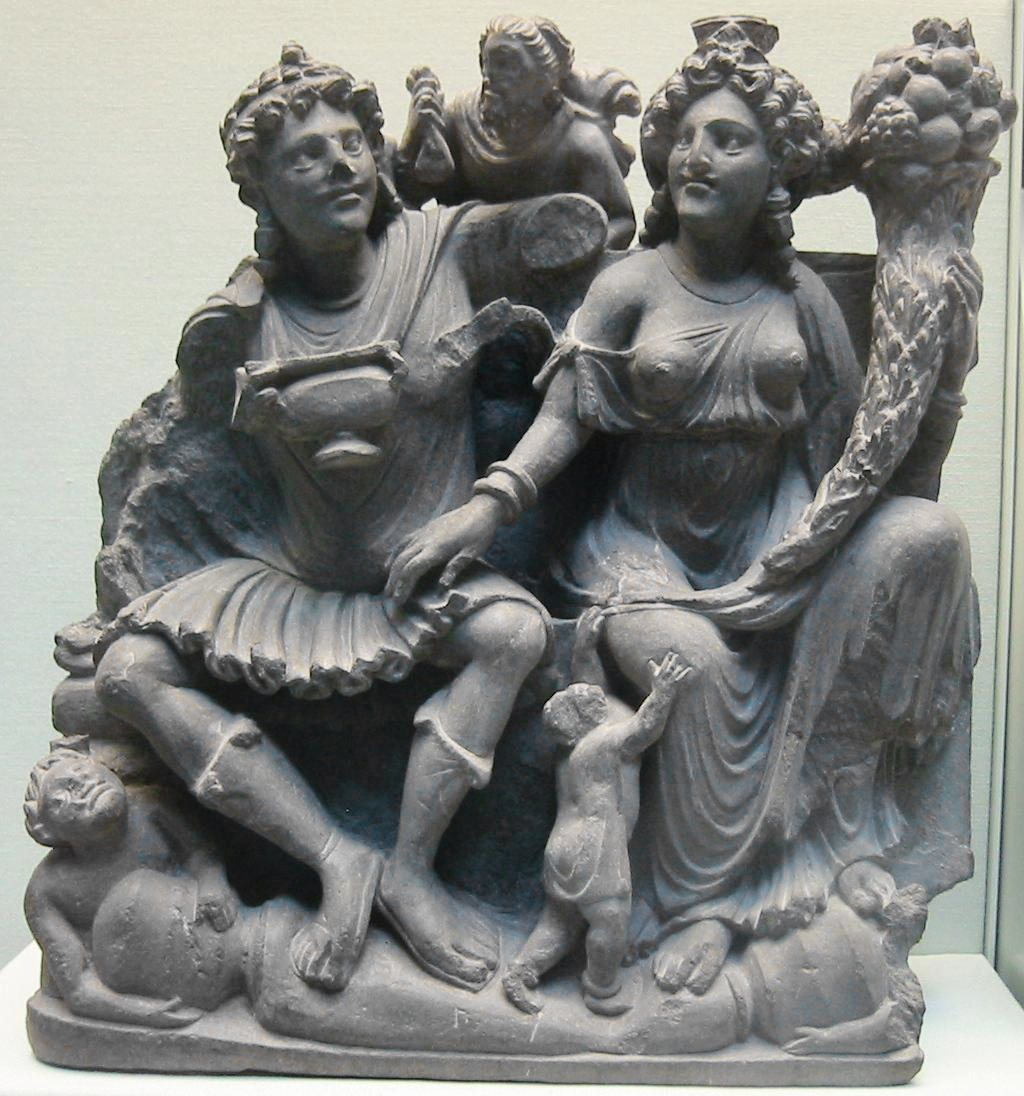
Буддистські боги Панчіка (зліва) та Харіті (справа), III ст., Тікт-і-Бахі, Гандхара. Британський музей

Боги з давньогрецького пантеону також використані в буддистських зображеннях, що вказує на сильний синкретизм. Зокрема, Геракл (у вигляді з монет Деметрія, з палицею на руці) широко використовувався як зображення Вайшравани, захисника Будди. Інші грецькі боги, зображення яких широко використовувались у греко-буддистському мистецтві: Атлант та бог вітру Борей. Атлант часто використовується як підтримуючий елемент в буддистський архітектурі. Борей став японським богом вітру Фудзіном через греко-буддисттського Вардо, а богиня материнства Харіті має витоки в Тіхе.
З часу кушанів знайдено особливо багато зображень багато вдягнених бодгісаттв у вигляді принців в дуже реалістичному греко-буддистському стилі. Бодгісаттви, характерні для махаянського напрямку буддизму, зображуються з рисами кушанських принців, включно з їх канонічними регаліями.

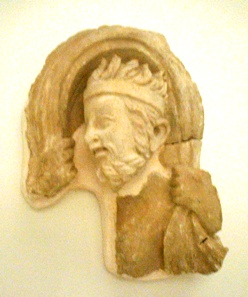
Фрагмент крилатого бога Борея, Хадда, Афганістан
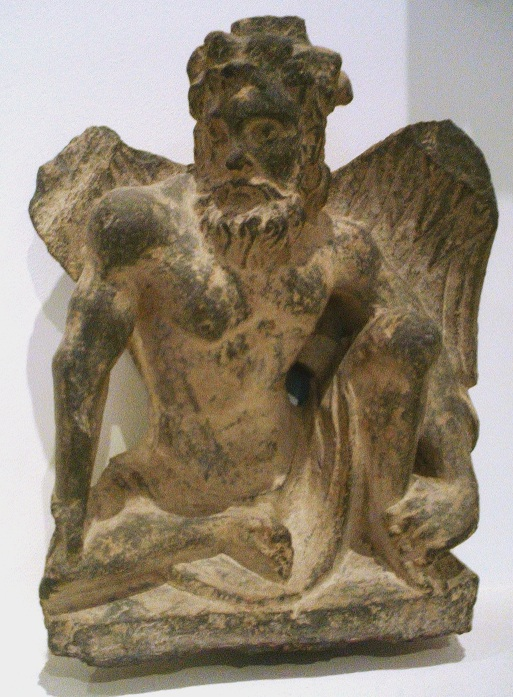
Гандхаранська Аталанта
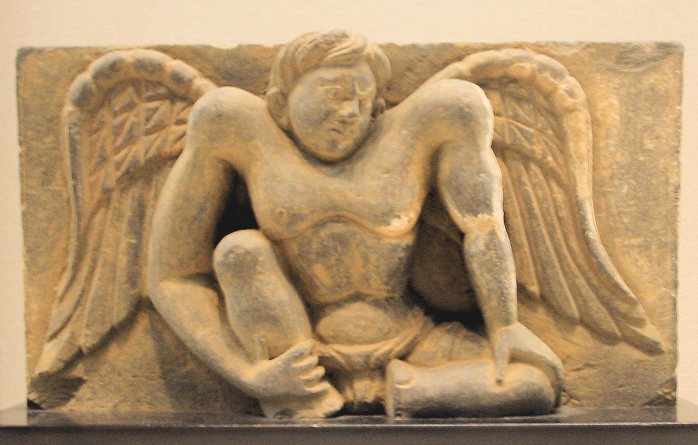
Крилата Аталанта
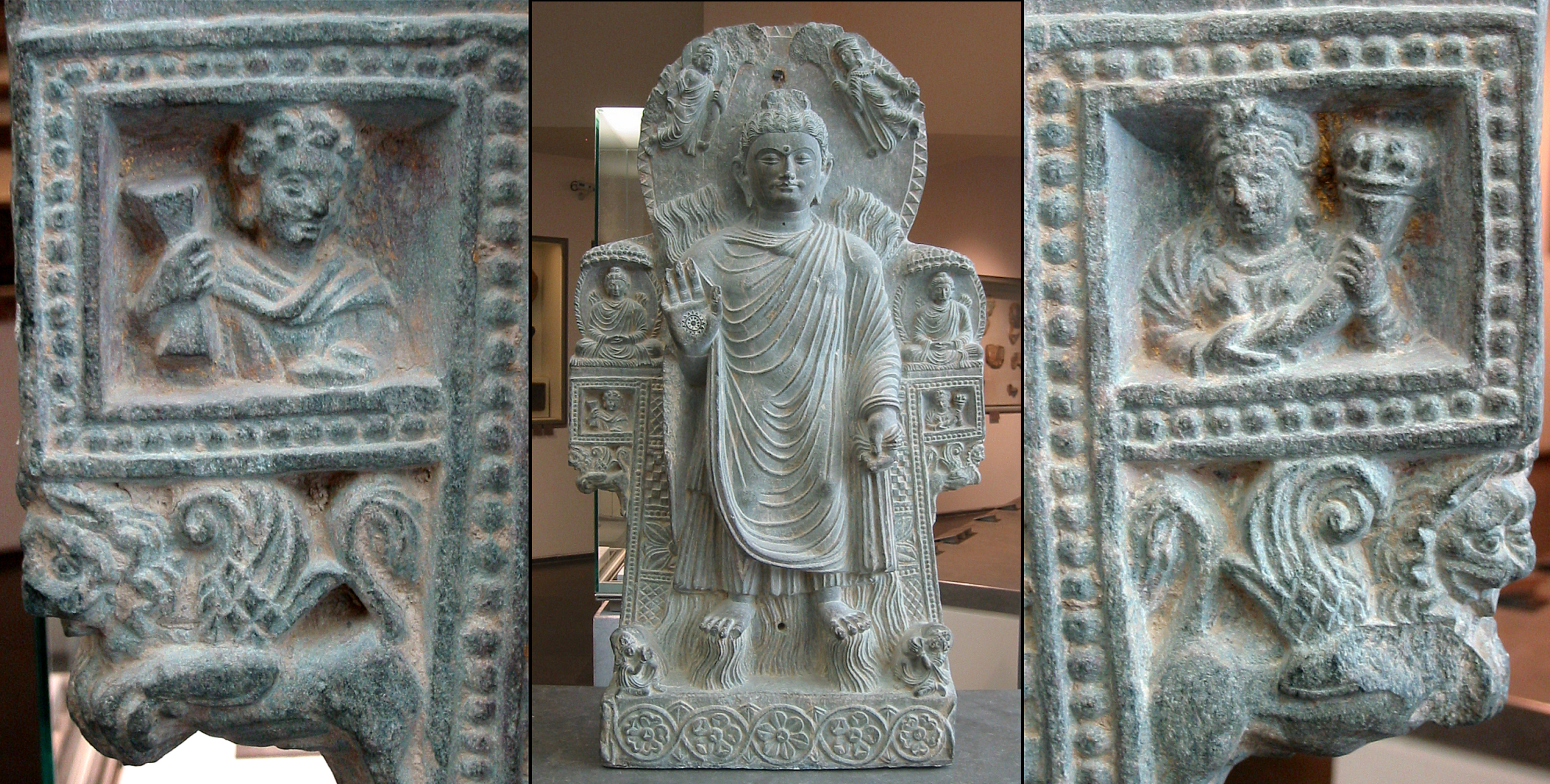
Будда, з Гераклом/Вайшравані та Тіхе/ Харіті по обидві сторони
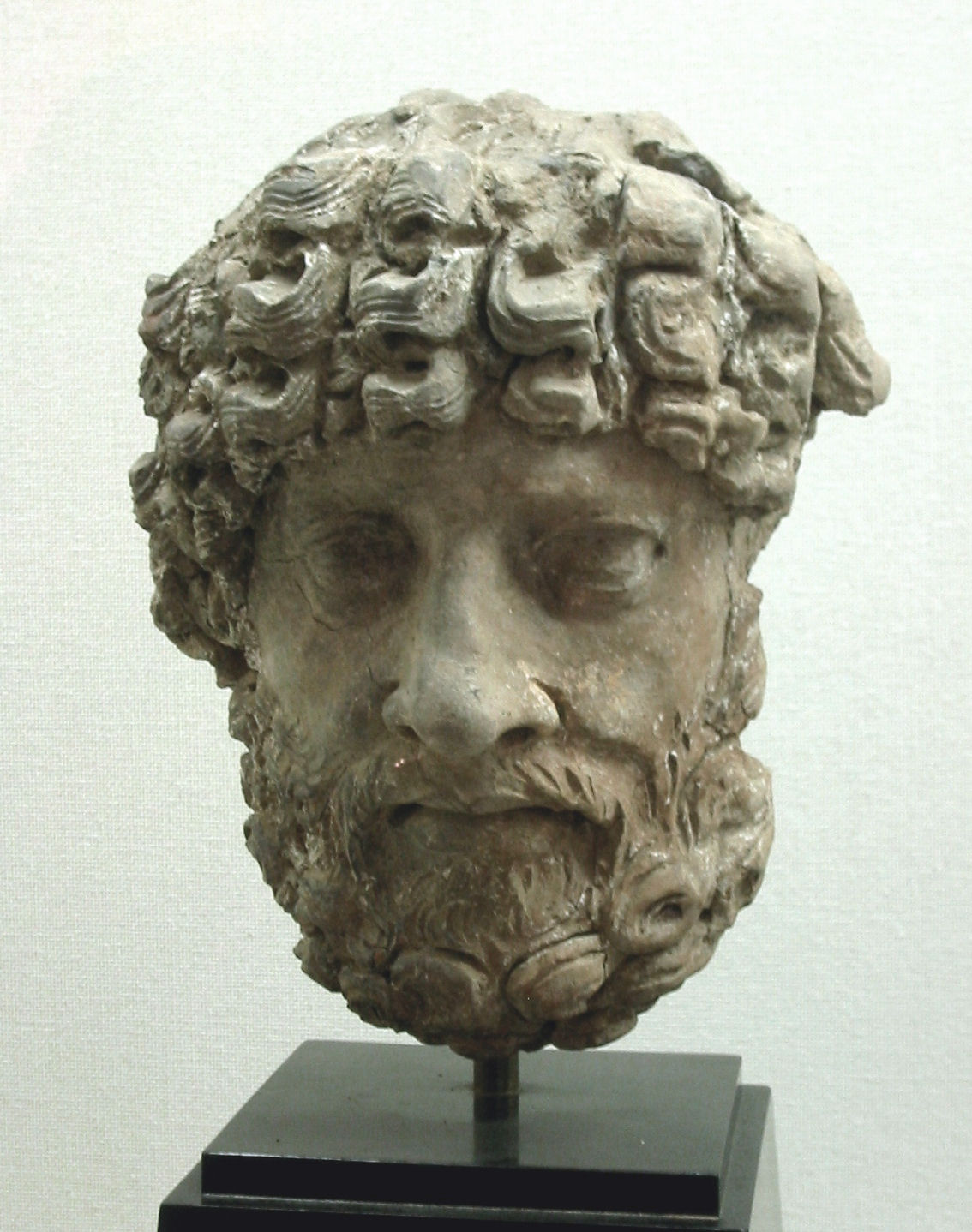
Гандхаранський Посейдон (Музей Стародавнього Сходу, Японія)
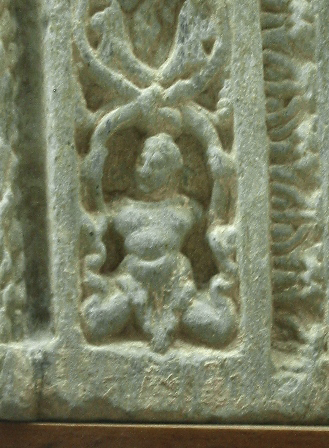
Тритон
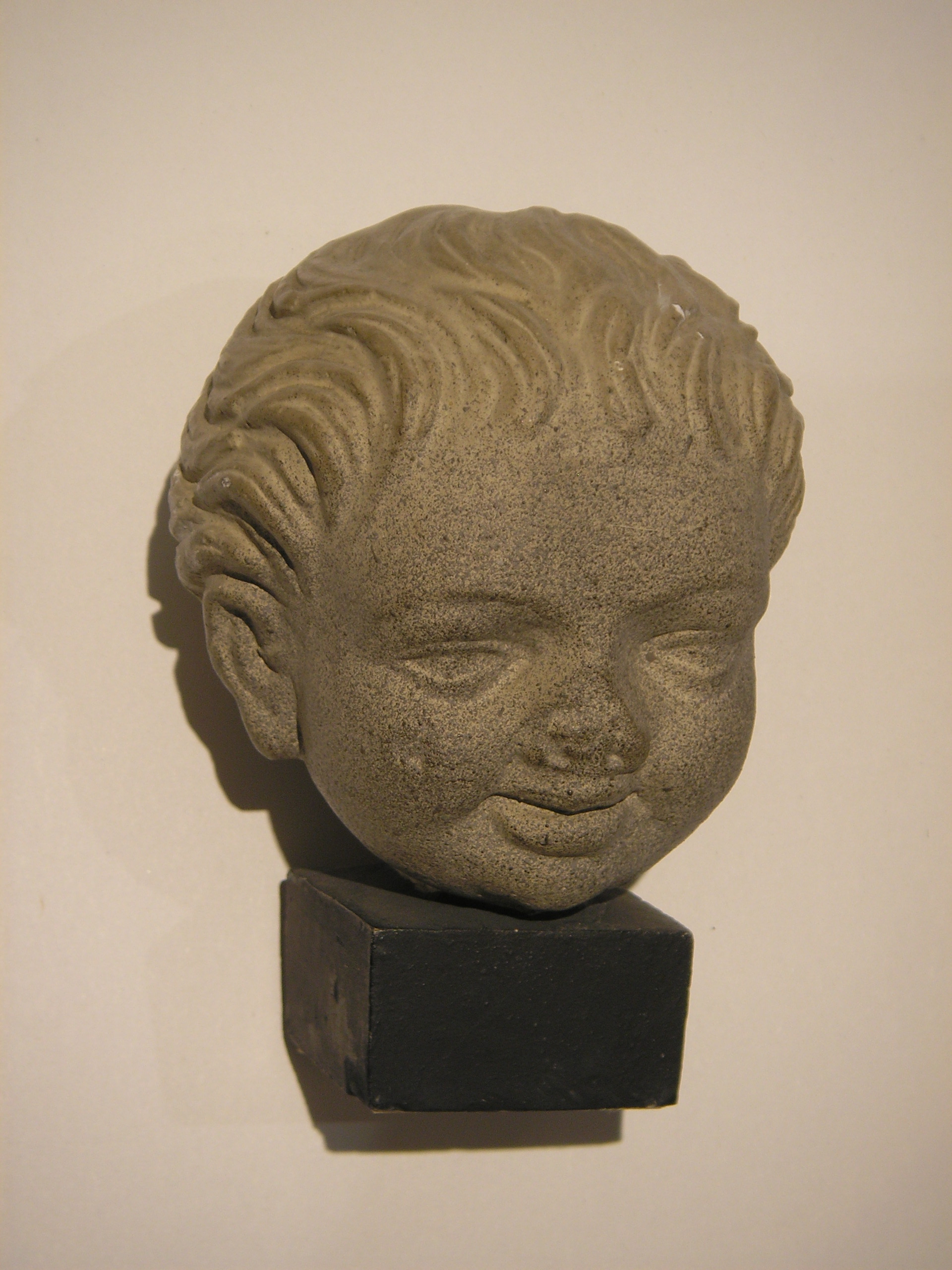
"Хлопчик, що сміється" з Хадди

### Купідони

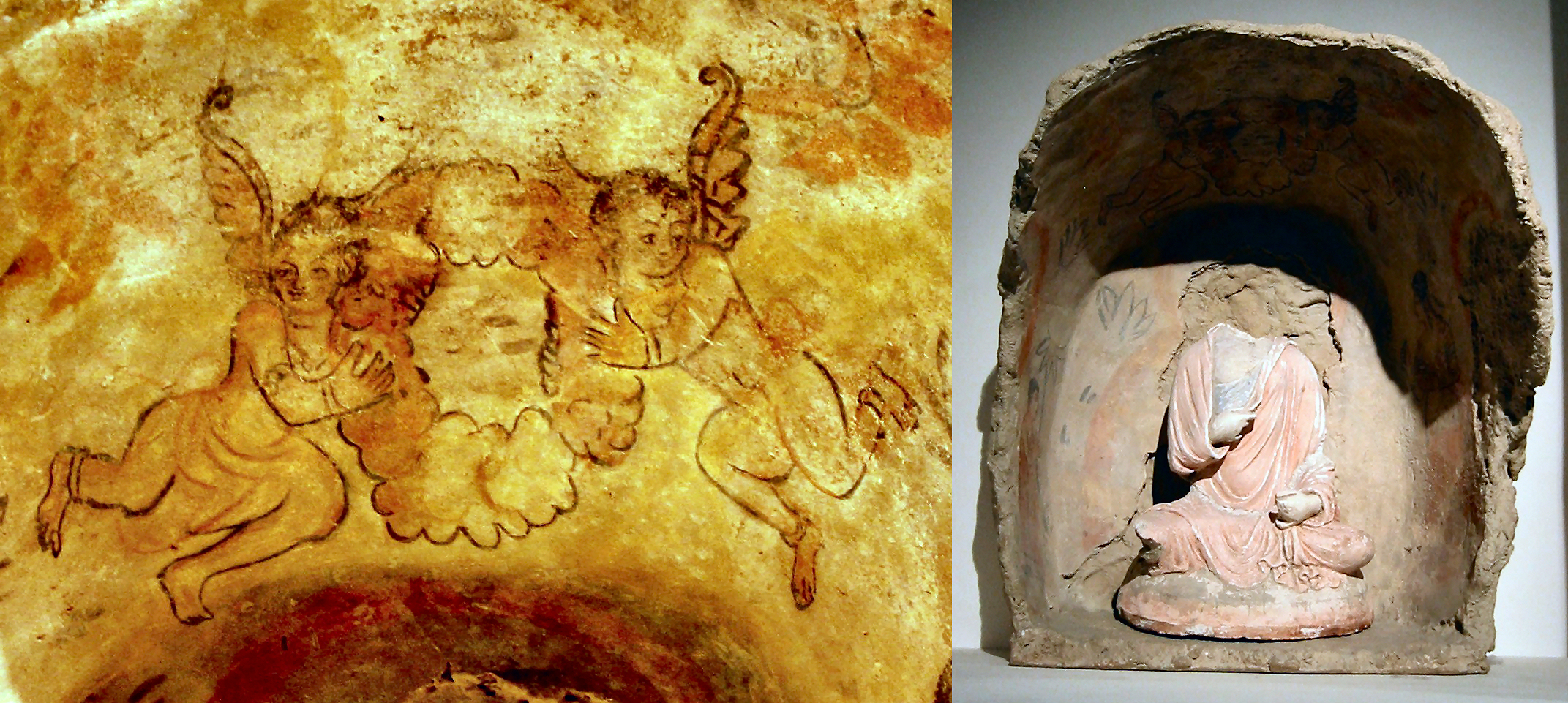
Крилатий купідон тримає вінок над Буддою (зліва: деталь), Хадда, II ст. н. е. Музей Ґіме

Крилаті купідони є ще одним популярним мотивом греко-буддистського мистецтва. Як правило, вони літають в парі, тримаючи над Буддою вінок, грецький символ перемоги та царської влади.
Ці фігури, також відомі як «апсари», були також широко включені в буддистське мистецтво, особливо у Східній Азії, у формах, похідних від греко-буддистських зображень. Поступову еволюцію стилю можна спостерігати у мистецтві Кізілу, Іран, та Дуньхуану. Однак неясно, чи сама концепція літаючих купідонів була принесена в Індію з Заходу, чи вона була оригінально індійською, а купідони були адаптовані як зображення в рамках синкретизму.

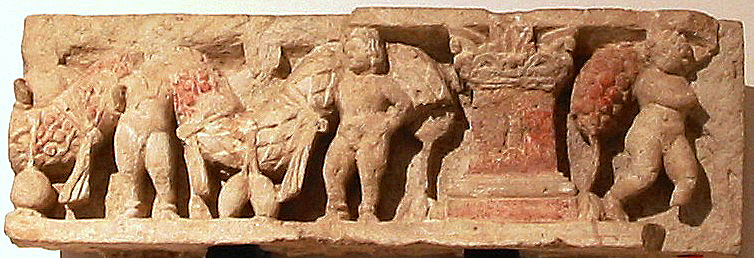
Купідони та гірлянди. Гандхара. I–II ст. Музей Ґіме

Ще один популярний гандхаранський мотив, прямо позичений з грецького мистецтва, — сцени з купідонами, які тримають багато прикрашені гірлянди, деколи з фруктами. Деякі дослідники зазначають, що єдине, що було змінено під впливом індійського мистецтва — це були додані ніжні браслети. Ці сцени мали географічно широкий вплив, аж до Амараваті на східному узбережжі Індії, де в храмовому комплексі купідони замінені на якшасів.

### Прихильники

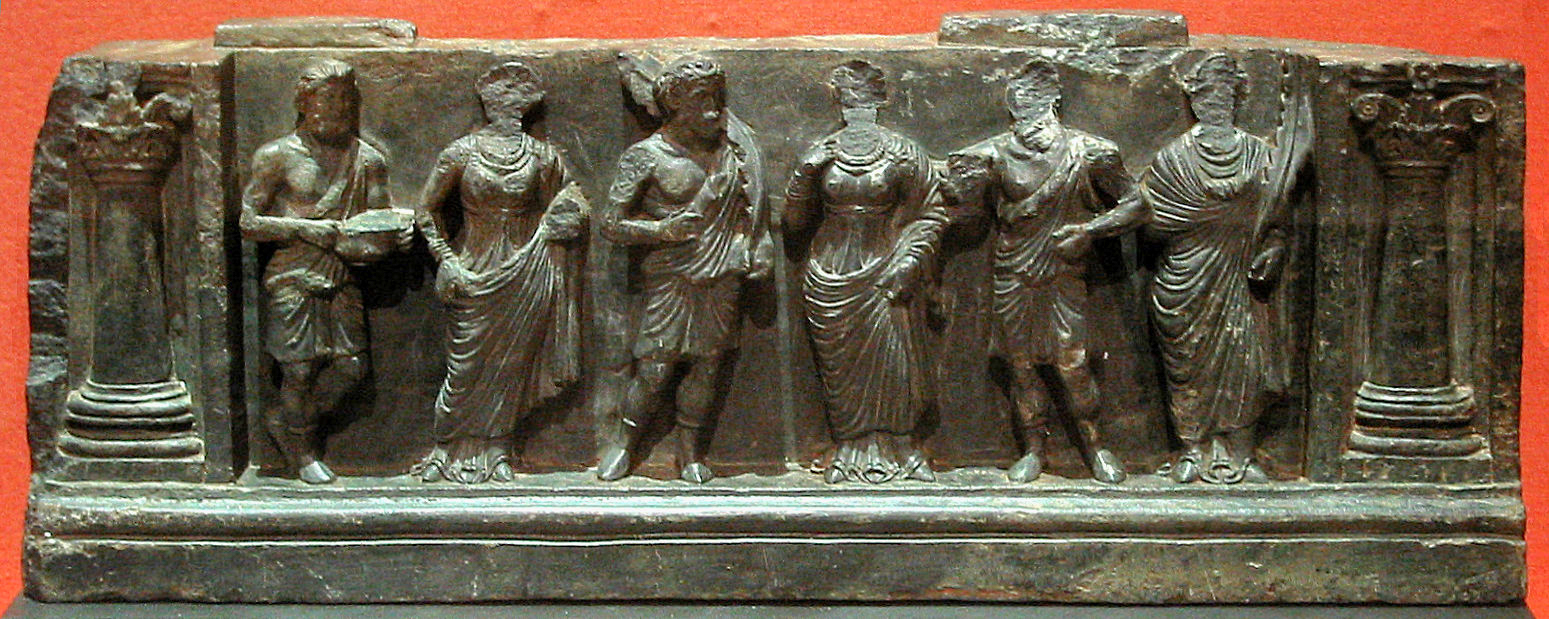
Гандхарський фриз з прихильниками, які тримають листя плантану, в чистому елліністичному стилі, як частина коринфської колони, I–II ст. н. е. Бунер, Сват, Пакистан. Музей Вікторії та Альберта.

Деякі греко-буддистські фризи зображують групи покровителів або прихильників, що дає цікавий погляд на культурну ідентичність ранніх буддистів.
Деякі групи фризів, що часто називаються «Бунерські рельєфи», як правило датовані I ст. н. е., зображують греків у чистому елліністичному стилі, за позою, виглядом чи одягом (вдягнені в грецькі хітони та гіматії). Часто навіть важно зрозуміти релігійне послання на цих сценах. (Сцена з прихильниками справа може, з певними сумнівами, показувати знайомство принца Сіддгартхи з його нареченою. А може бути просто святковою сценою.)
А десь століття по тому, фризи показують кушанських прихильників, як правило з Буддою в центрі.

### Фантастичні тварини

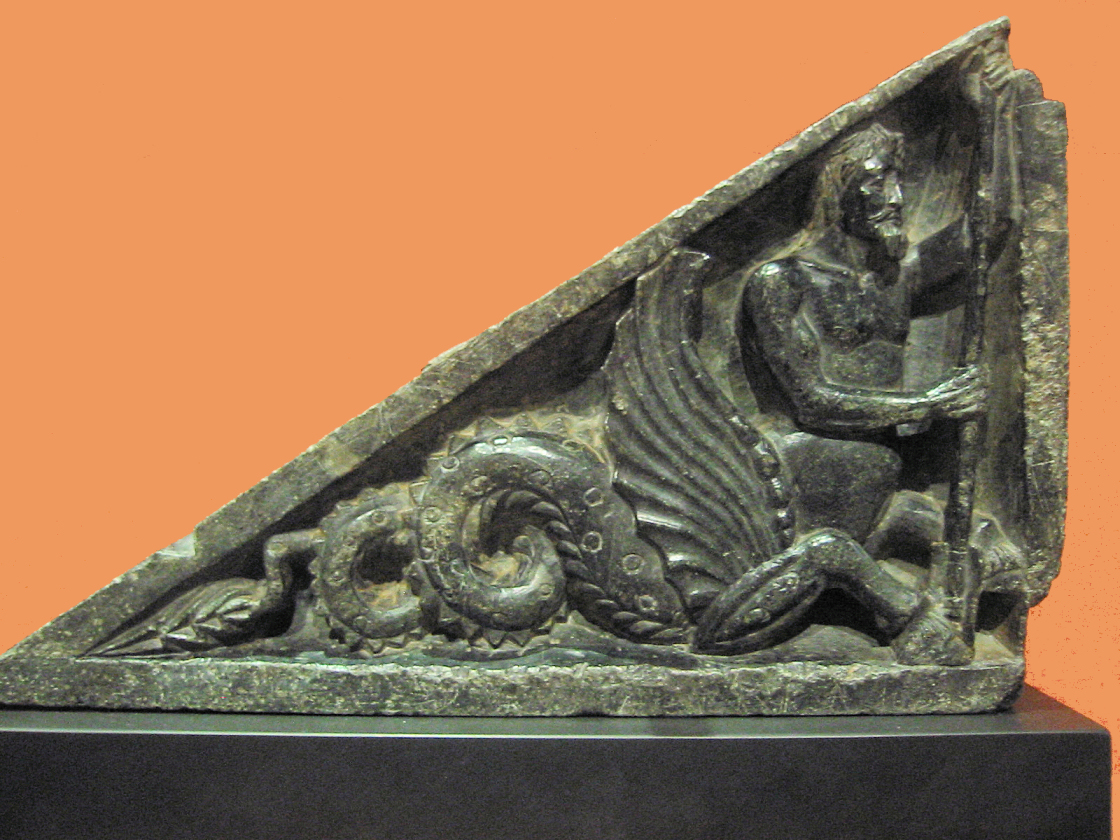
Іхтіо-центавр, II ст. н. е., Гандхара, Музей Вікторії та Альберта.

Різні фантастичні тваринні божества елліністичного походження використовувались як декоративні елементи в буддистських храмах, часто на трикутних фризах сходин або перед буддистськими вівтарями. походження цих мотивів можна знайти в Греції в V ст. до н. е. та пізніше — у греко-бактрійських підносах для парфумів, напр. знайдених в Сіркапі. Серед найбільш популярних фантастичних тварин були тритони, іхтіо-кентаври та кетоси (морські монстри). Слід зазначити, що схожі фантастичні тварини були знайдені на давньоєгипетських рельєфах, а отже вони могли бути привнесені до Бактрії та Індії незалежно від грецького імперіалізму.
Фантастичні тварини моря в ранньому буддизмі повинні були безпечно переносити душі мертвих до Раю поза морем. Ці мотиви були пізніше запозичені індійським мистецтвом, де вони вплинули на зображення індійського монстра макари, верхової тварини Варуни.

## Кушанський внесок

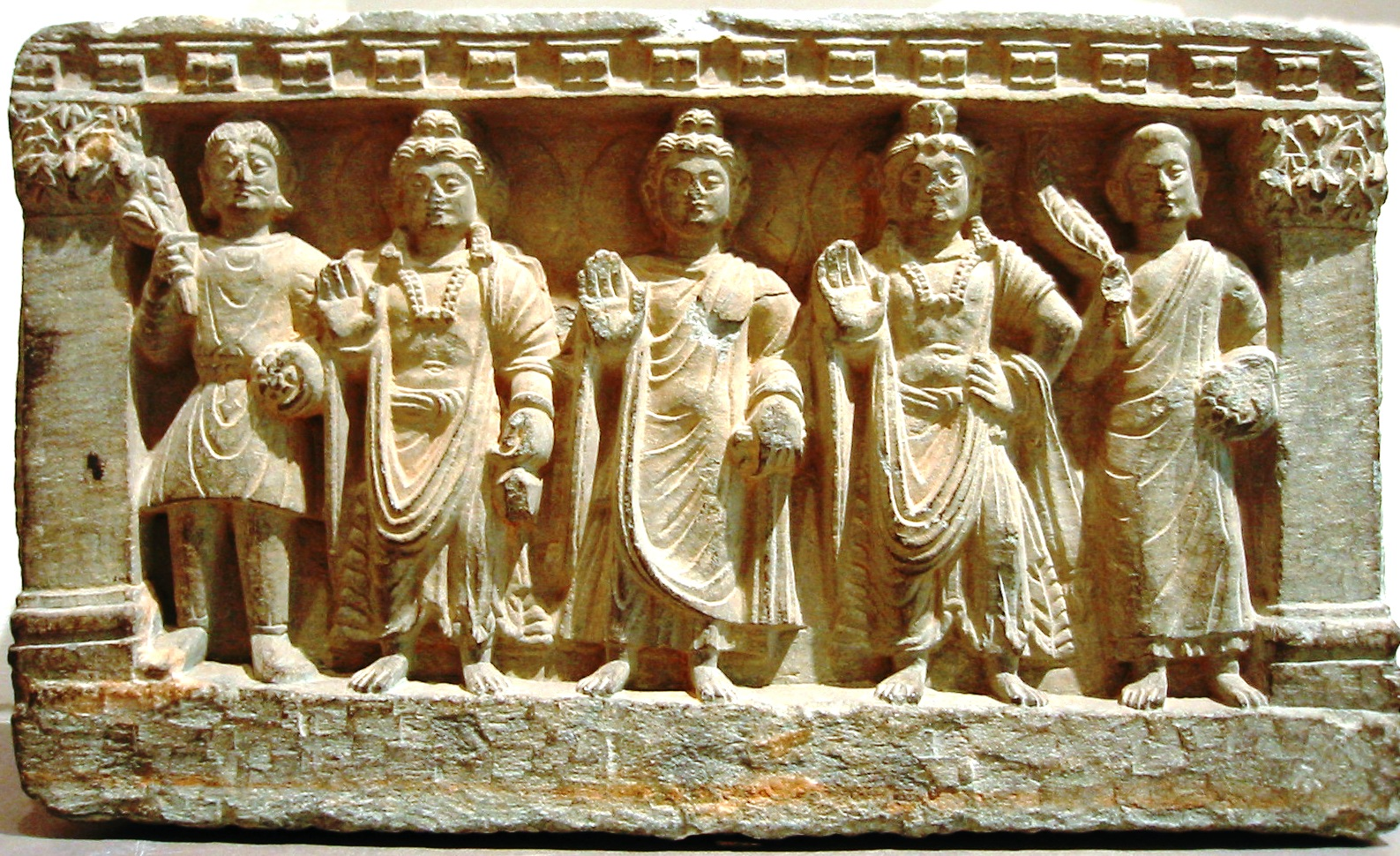
Тріада з буддизму ранньої Махаяни. Зліва направо: кушанський віруючий, бодгісаттва Майтрея, Будда, бодгісаттва Авалокітешвара та буддистський монах, II–III ст. н. е., Гандхара.

Більш пізній період греко-буддистського мистецтва в північно-західній Індії пов'язаний з Кушанською імперією. Кушани були кочівниками, яки почали міграцію з Тарімського басейну в Центральну Азію бл. 170 р. до н. е. та заснували імперію в північно-західній Індії в II ст. до н. е.. вони були достатньо «огречені» через свої контакти з греко-бактрійцями, а пізніше індо-греками (навіть пристосували грецький алфавіт для письма).
Кушани, будучи в центрі Великого шовкового шляху, активно збирали мистецтво з усіх усюд стародавнього світу, що підтверджується скарбами, знайденими в їх північній (літній) столиці під час розкопок в Баграмі, Афганістан.
Кушани підтримували буддизм наряду з іншими іранськими та індуїстськими віруваннями, та ймовірно сприяли розвитку греко-буддистського мистецтва. Однак їх монети вказують на нестачу мистецької складності: зображення їх царів, напр. Канішки, часто грубі (відсутність пропорції, грубий малюнок), а зображення Будди є сумішшю елліністичної статуї Будди з ногами, погано зображеними та розставленими як у кушанських царів. Це може вказувати на те, що елліністичні греко-буддистські статуї передували кушанським і використовувались як моделі, але результат у кушанських митців був гірший.

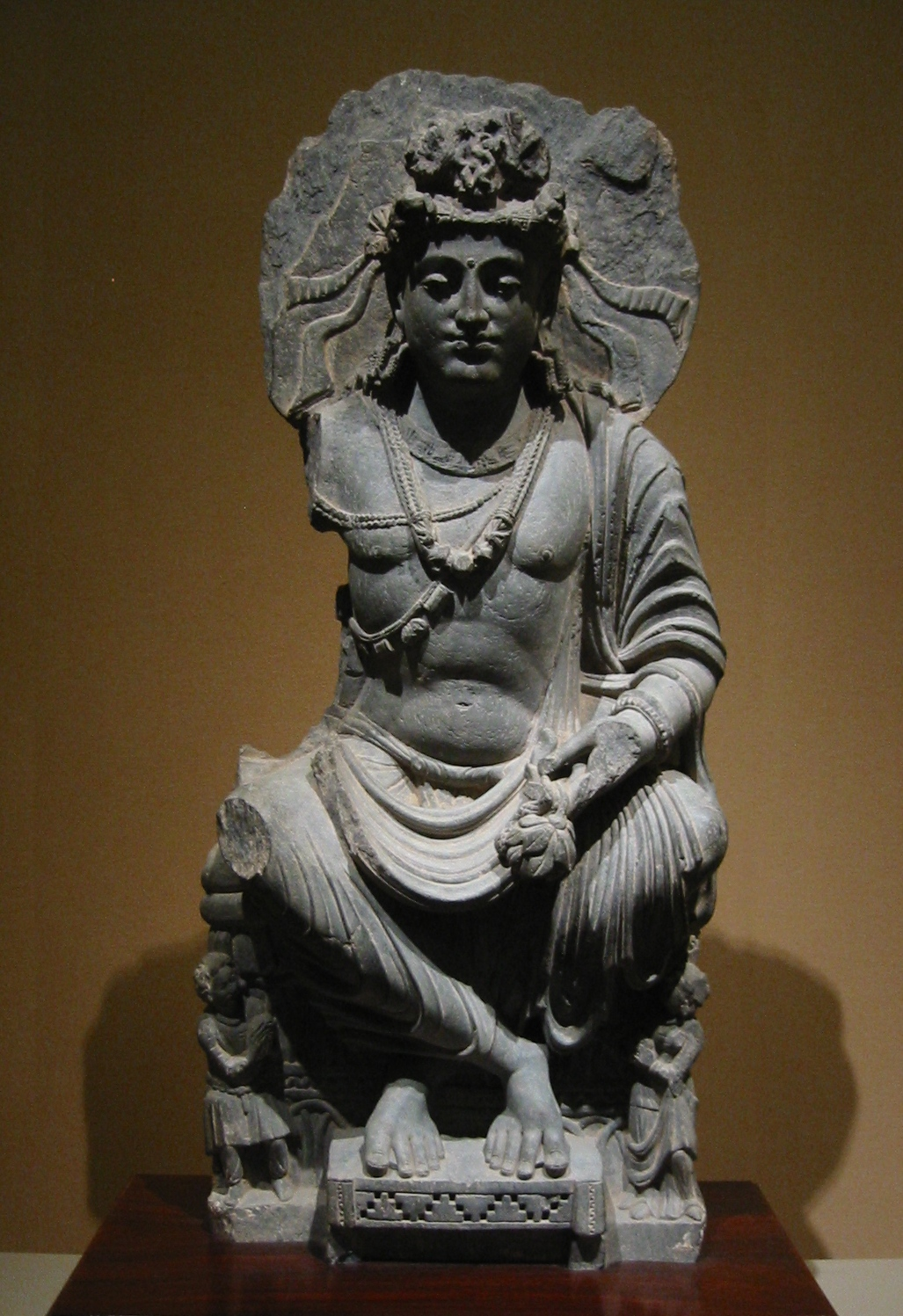
Майтрея, з кушанською віруючою парою. II ст. Гандхара.
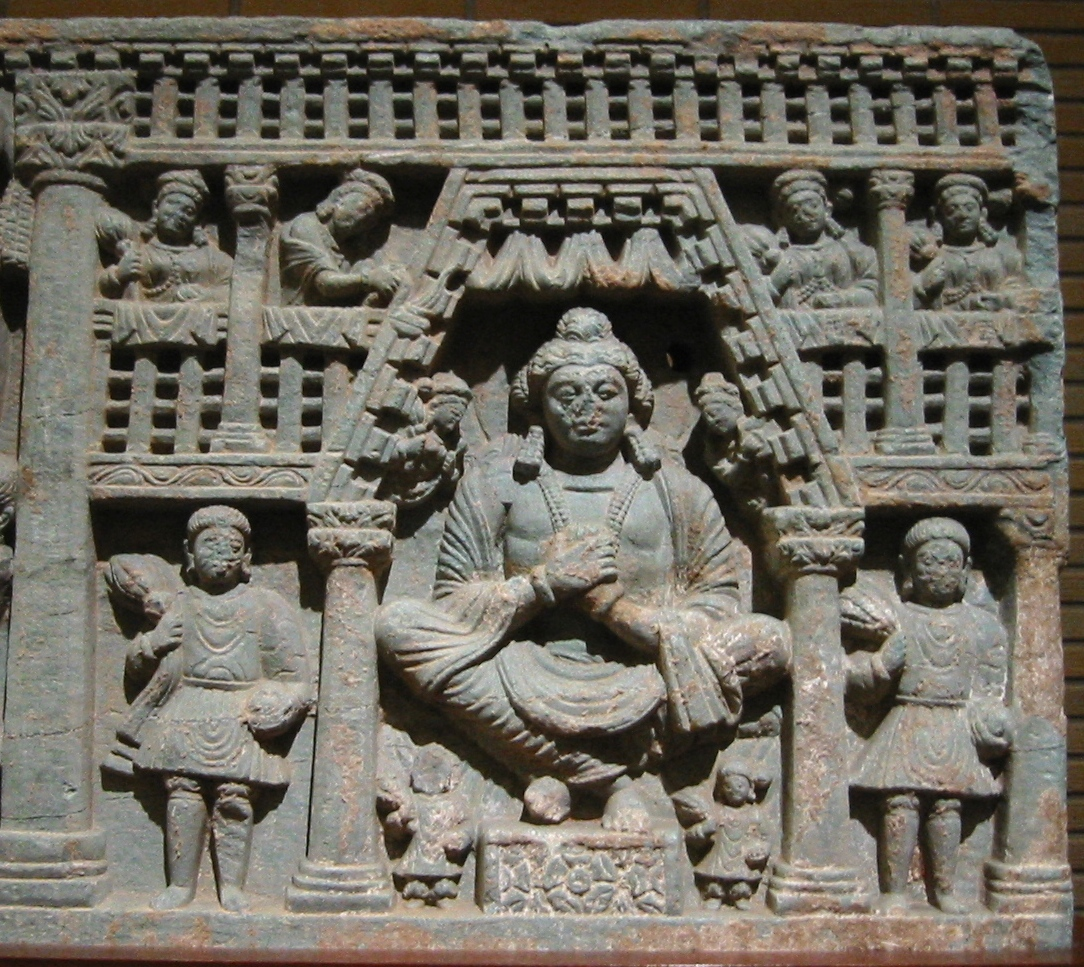
Майтрея, з кушанськими віруючими зліва та справа. Гандхара.
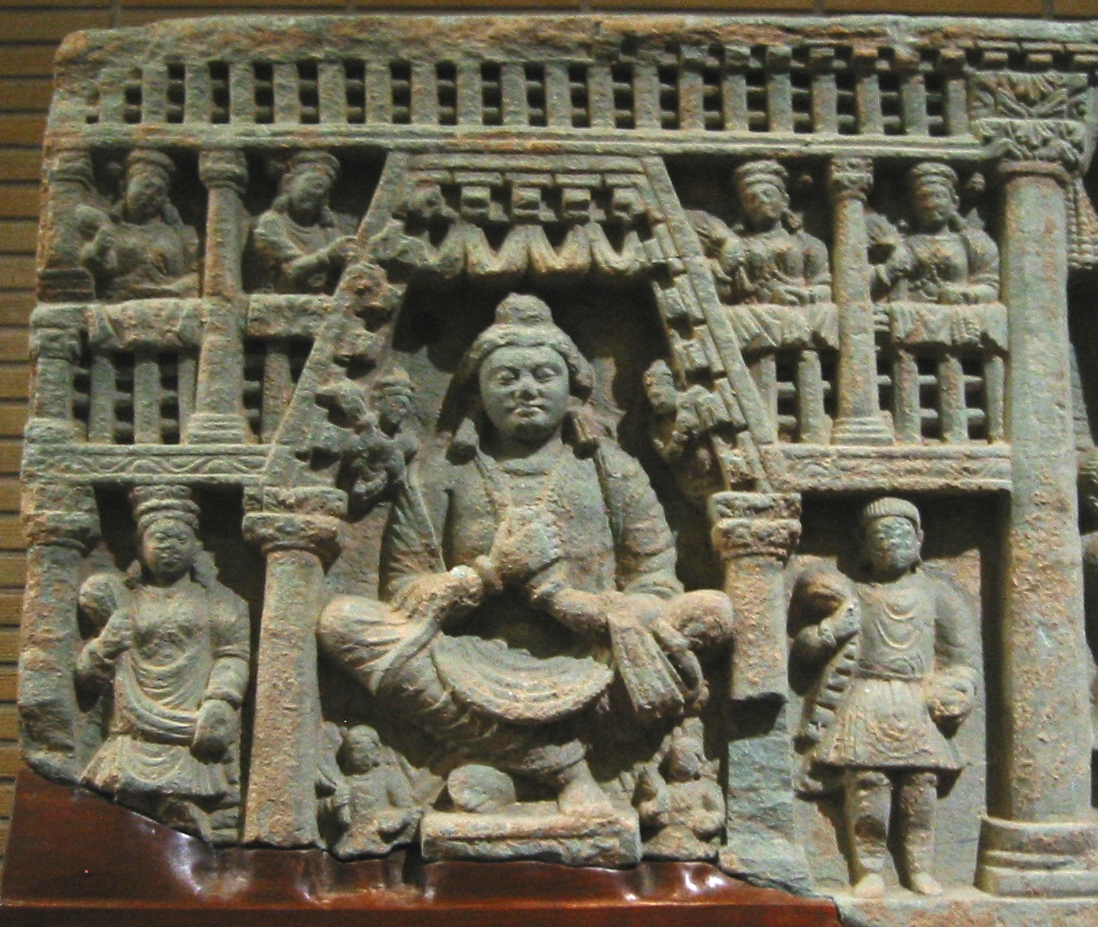
Майтрея, з індійським (зліва) та кушанським (справа) віруючими.
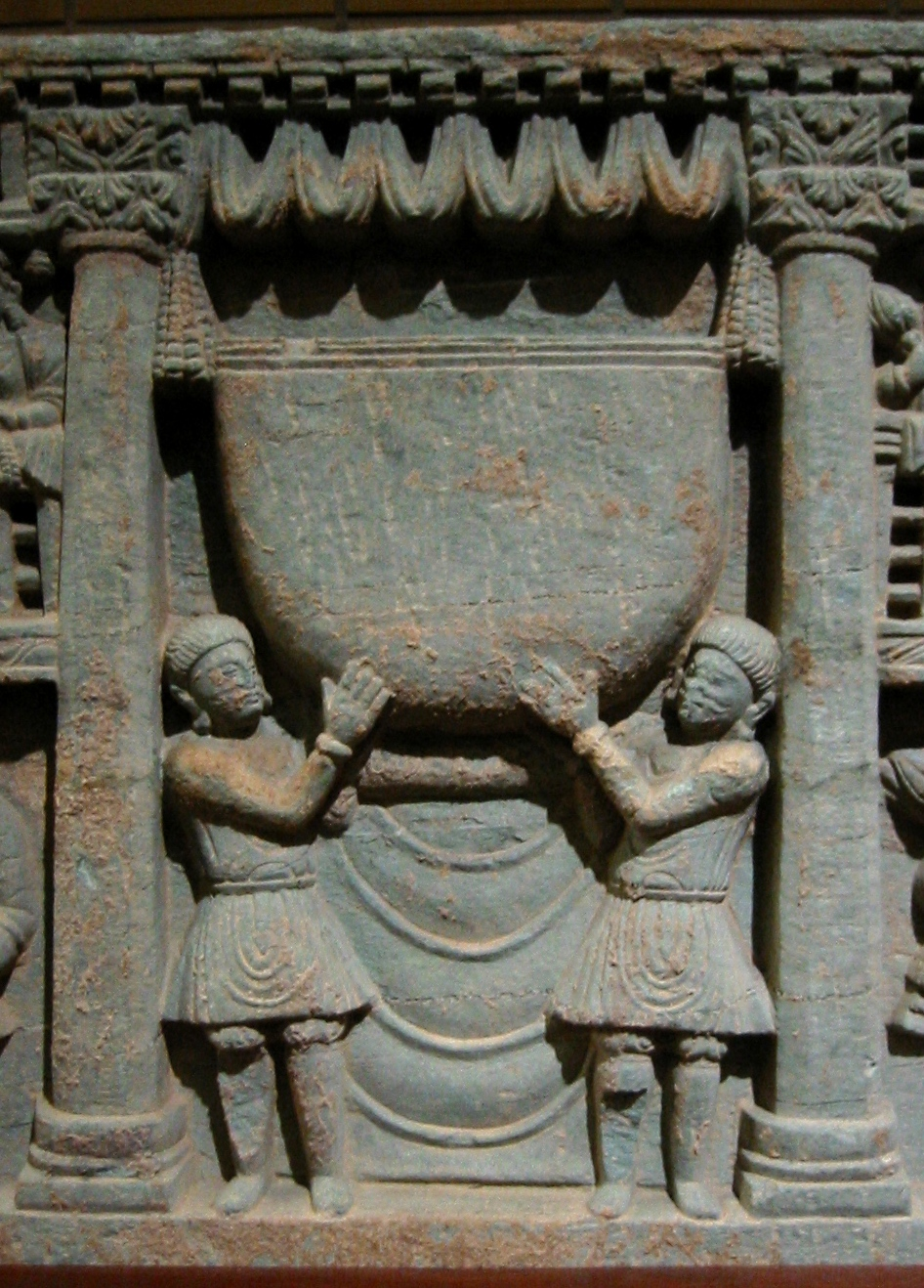
Кушани, що поклоняються чаші Будди. II ст. Гандхара.
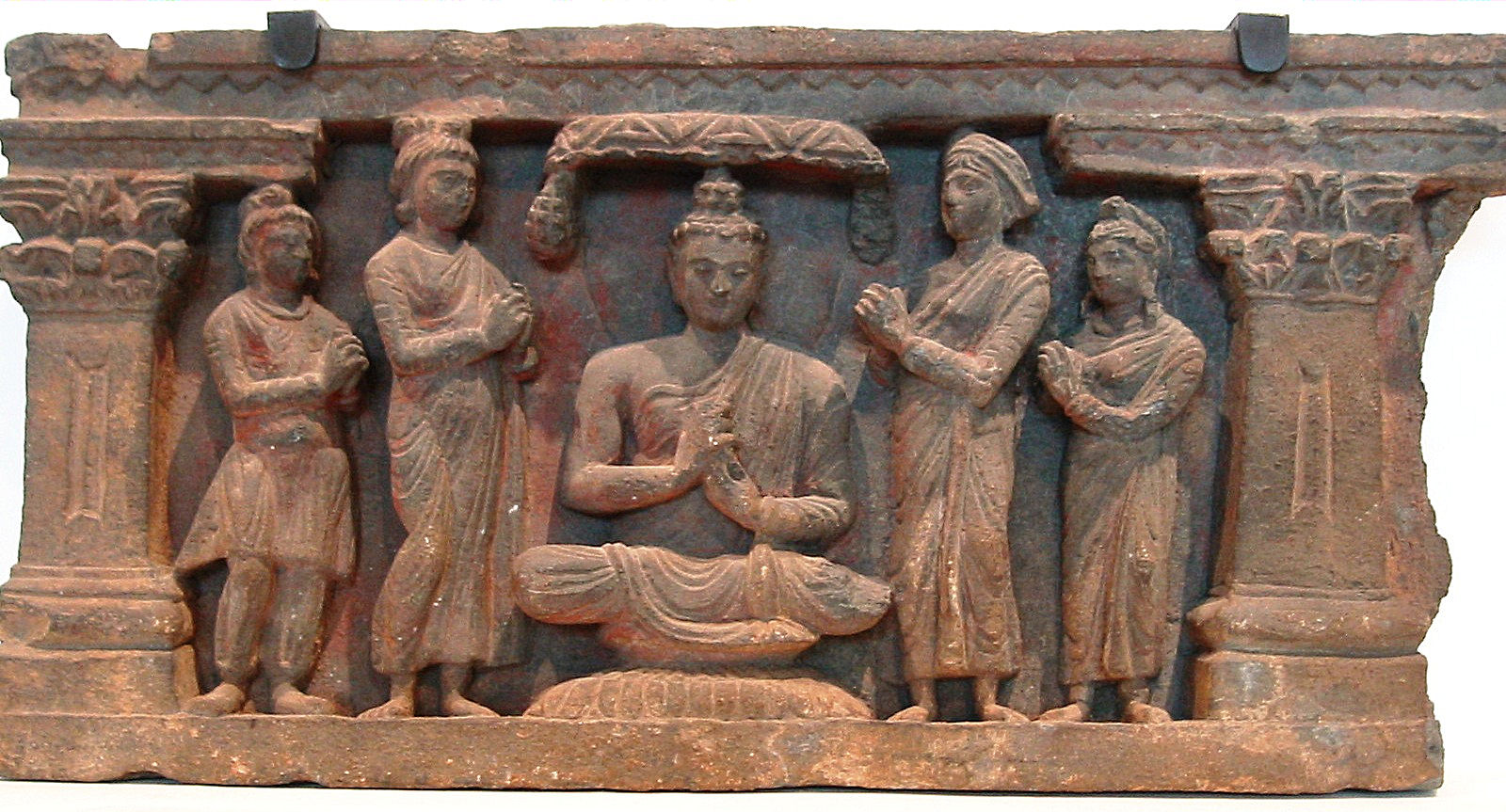
Кушанська пара по боках від Будди, Брахми та Індри.
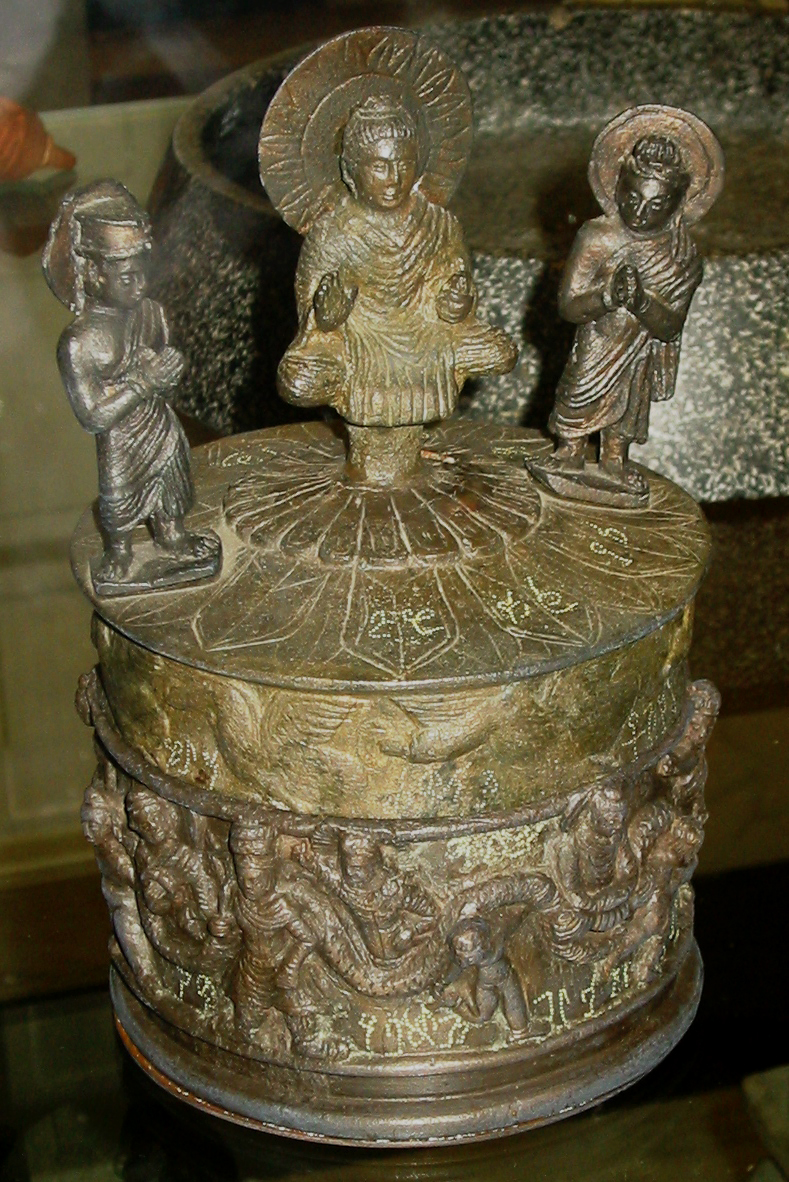
The "Скринька Канішки," з Буддою, по боках від якого Брахма та Індра, та Канішка знизу, 127 р.н.е.
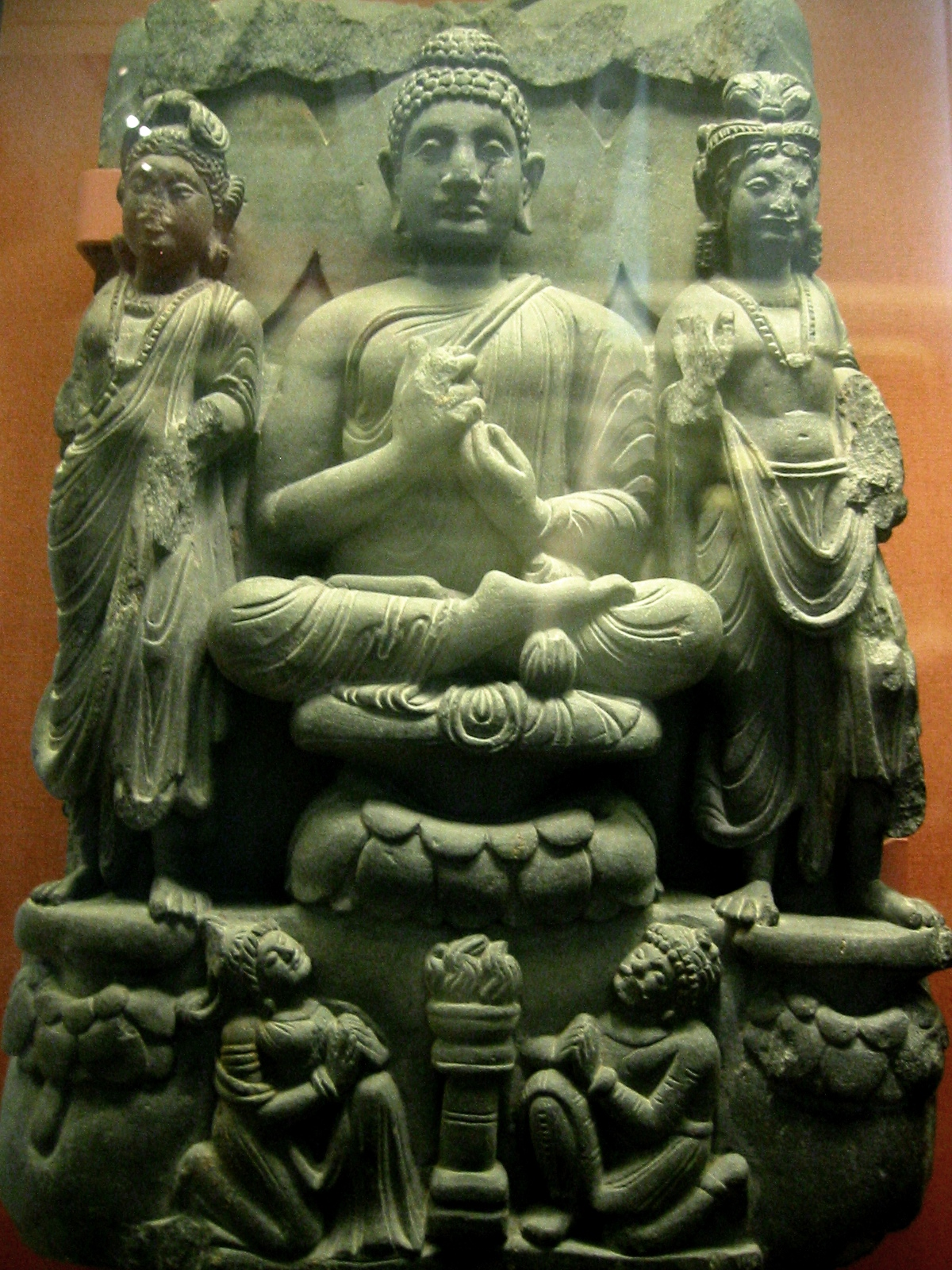
Тріада Будди та кушанська пара на колінах. III ст.

## Південні впливи

### Мистецтво Шунга

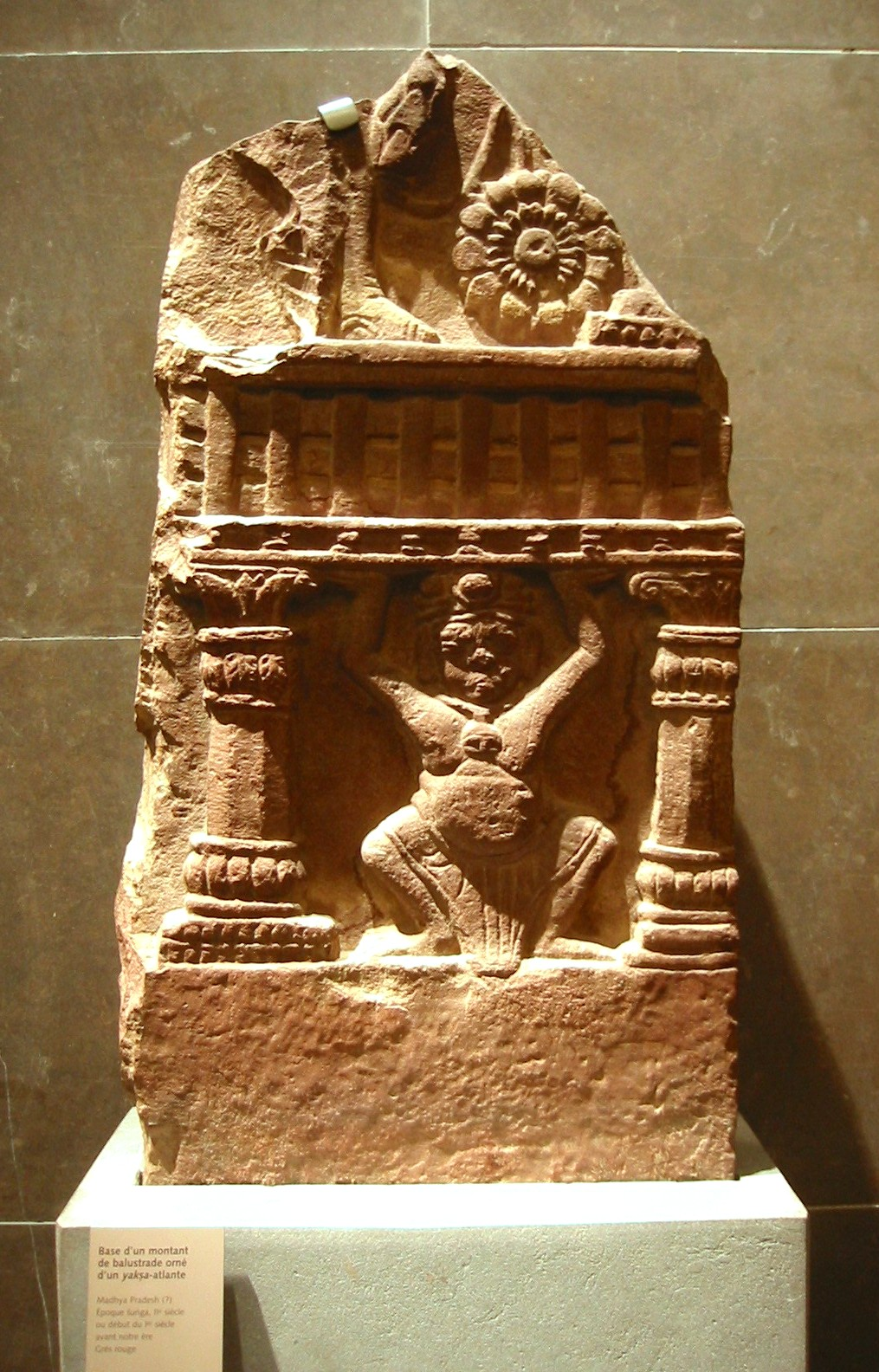
Якша, що тримає балюстраду з коринфськими колонами, Мадх'я-Прадеш (?), династія Шунга (II–I ст. до н. е.). Музей Ґіме

Вплив елліністичного чи греко-буддистського мистецтва на мистецтво династії Шунга (183–73рр. до н. е.) переважно малопомітний. Вважається, що основною релігією, принаймні на початку, був брамінський індуїзм, хоча в Мадх'я-Прадеш відомий і більш пізній буддистський внесок, напр. деякі архітектурні добудови, зроблені на ступах Санчі та Бхархуту, розпочатих при правління царя Ашоки.
Наведене тут зображення фризу періоду Шунга використовує тему Аталанти, дії Атланта, елементи коринфського капітелю та архітектуру, типову для греко-буддистських фризів з північного заходу, хоча зміст фризу не здається пов'язаним з буддизмом. Ця робота вказує на те, що гандхаранські фризи, які вплинули на неї, могли існувати ще в II–I ст. до н. е.
Інші роботи періоду Шунга вказують на вплив орнаментів квіткових сувоїв та елліністичних елементів у зображення складок одягу.

### Мистецтво Матхури

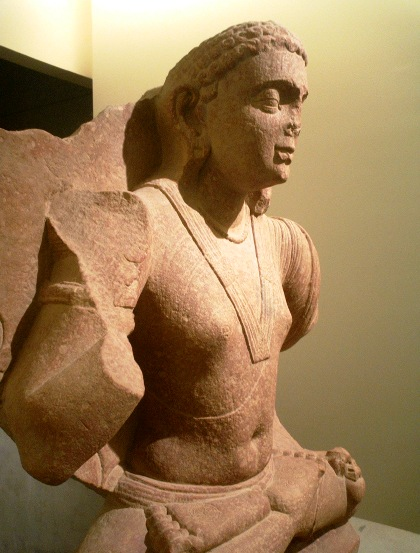
Бодгісаттва Майтрея, II ст., Матхура

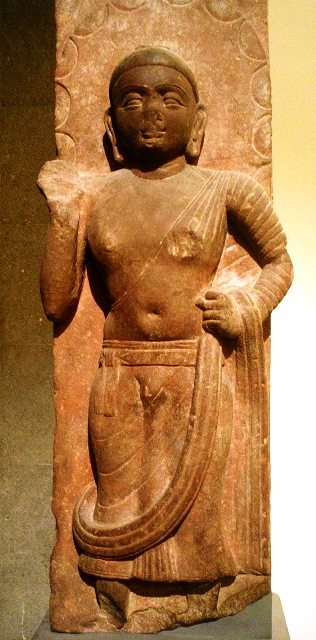
Бодгісаттва, II ст., Матхура

Зображення Будди з Матхури в центральній північній Індії, як правило, датуються дещо пізніше від зображень Гандхари (хоча існують певні суперечки) та їх менше. До того часу, індо-буддистське мистецтво було фактично неіконічне, тобто уникало зображення Будди, крім його символів, напр. колесо чи дерево Бодхі, хоча деякі архаїчні матхурські скульптурні зображення якшасів (богів землі) датовані I ст. до н. е. Однак, навіть ці якшаси мають ознаки елліністичного впливу, ймовірно внаслідок окупації Матхури індо-греками в II ст. до н. е.
З точки зору мистецької схильності до перших зображень Будди, грецьке мистецтво мало природний та багато-сторічний досвід антропоморфічних зображень богів, а «в попередній індійській скульптурі не було нічого для того, щоб запозичити таку форму чи одяг, а індуїстський пантеон не мав зразка для аристократичного та повністю людського божества» (Boardman).

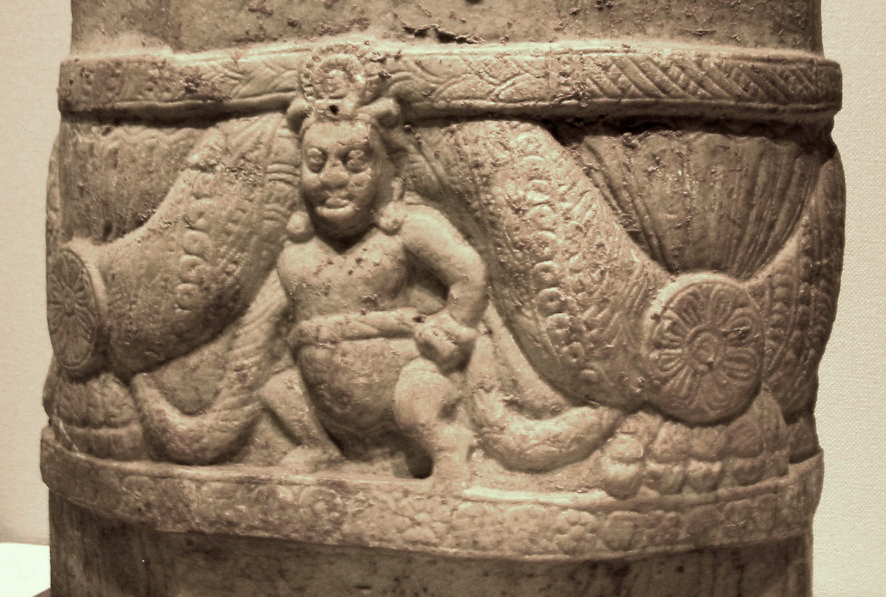
Грецький сувій, який підтримують індійські якшаси, Амараваті, III ст. н. е.

Скульптури Матхури мають багато елліністичних елементів, зокрема загальний ідеалістичний реалізм та ключові елементи дизайну — кучеряве волосся та одяг зі складками. Специфічно матхурська адаптація відображає більш теплі кліматичні умови — більша «текучість» одягу, який все більше покриває одне плече замість двох. Типи облич стають все більш індійськими. Банерджи в роботі «Еллінізм в Індії» пише про «змішаний характер матхурської школи, де з одного боку є прямо продовження старого індійського мистецтва з Бхаруту та Санчі, а з другого — класичний вплив через Гандхару».
Вплив грецького мистецтва прослідковується аж до Амараваті на східному узбережжі Індії (використання грецьких сувоїв у поєднанні з індійськими божествами та інші мотиви, напр. грецькі колічникі, запряжені чотирма кіньми).
Власне індуїстське мистецтво почало розвиватися в I–II ст. н. е. та перше натхнення отримувало з буддистського мистецтва Матхури. Однак поступово воно все більше і більше використовувало первинну індуїстську стилістику та символи, а не загальний баланс та простоту буддійського мистецтва.
Крім іншого, в мистецтві Матхури часто зустрічаються сексуальні образи — часто можна побачити зображення жінок з оголеними грудьми, оголеними нижче талії, з видимими жіночими статевими органами. Ці зображення значно більш сексуально відверті, ніж в мистецтві до та після цього періоду.

### Мистецтво гуптів

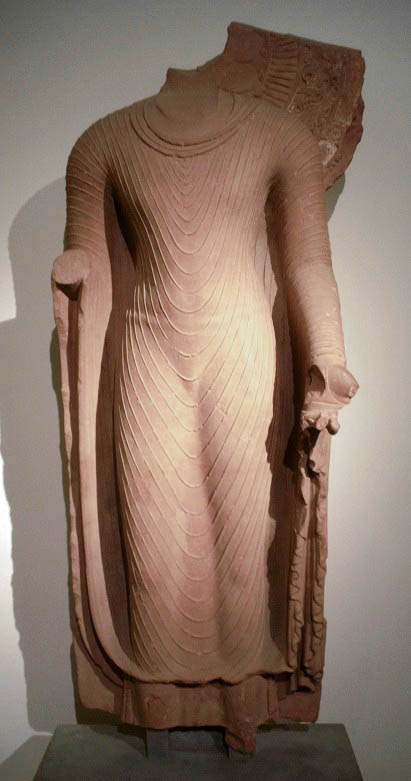
Будда гуптського періоду, V ст., Матхура

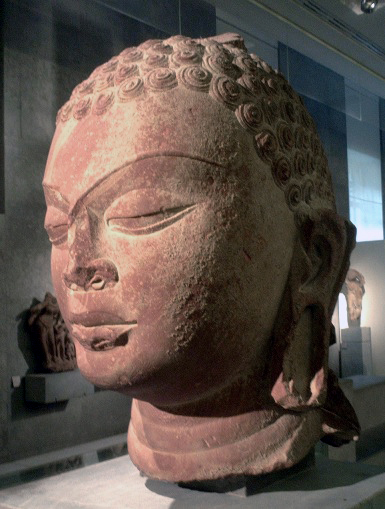
Голова Будди, гуптський період, VI ст.

До мистецтва Матхури приєднувалось все більше індійських елементів, і воно стало найбільш складним в імперії Гуптів, між IV та VI ст. н. е. Гуптське мистецтво вважається вершиною індо-буддистського мистецтва.

Елліністичні елементи все ще можна побачити в чистоті скульптури та у складках одягу, однак вони покращені дуже витонченою роботою над драпіруванням одягу та певним сяйвом, посиленим використанням рожевого пісковику. Художні деталі, як правило, менш реалістичні, наприклад символічні схожі на раковини завитки, що зображують зачіску Будди.

## Поширення в Центральній Азії
Вплив греко-буддистського мистецтва рухався вслід за буддизмом по мірі його поширення на Центральну та Схудну Азію с I ст. до н. е.

### Бактрія

Статуя з буддистського монастиря, 700 р.н. е., Афганістан

Бактрія була під грецьким контролем більше ніж два сторіччя — з часу завоювання Александром Македонським в 332 р. до н. е. до падіння Греко-бактрійського царства бл. 125 р. до н. е. Мистецтво Бактрії було майже повністю елліністичним, що можна побачити в археологічних розкопках греко-бактрійських міст, напр. Александрії на Оксусі (Ай-Ханум), або в нумізматичному мистецтві греко-бактрійського царства, яке часто вважається найкращим в елліністичному світі.
Коли буддизм поширився в Центральній Азії з I ст. н. е., в Бактрії розпочалися процеси синкретизму між греко-буддистським мистецтвом та впливами з індійської території, і цей новий змішаний вид скульптурних зображень залишався там до ісламських завоювань.
Найбільш вражаючими з зображень є Баміанські Будди, віком з V–IX ст. н. е. Їх стиль має значний вплив елліністичного мистецтва.
В іншій частині Бактрії під назвою Фундукістан, деяке греко-буддистське мистецтво збереглося в буддистських монастирях до VII ст. Воно демонструвало сильний елліністичний вплив, індійську орнаментальність та маньєризм та певний вплив перської держави Сасанідів.
Більшість мистецтва Бактрії була знищена, починаючи з V сторіччя і далі: іконопластичні мусульмани часто звинувачували буддистів у ідолопоклонстві та переслідували їх. Руйнування продовжилось і протягом афганської війни, особливо режимом Талібана в 2001 році. Найбільш відомим прикладок такого знищення стало руйнування Баміанських Будд. Дивно, але найбільша кількість мистецтва Афганістану того періоду, яке існує до цього часу, було вивезено під час колоніального періоду. Наприклад, значна колекція є в музеї Ґіме у Франції.

### Таримський басейн

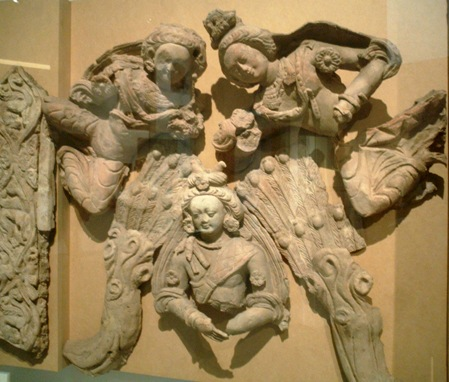
«Героїчний жест Бодгісаттви», VI–VII ст., теракота, Тумшук (Сіньцзян)

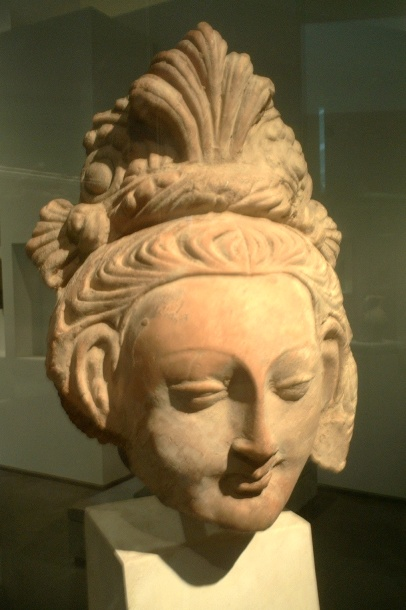
Голова Бодгісаттви, VI–VII ст., теракота, Тумшук (Сіньцзян)

Мистецтво Таримського басейну, інша назва — Сериндійське мистецтво, — це мистецтво, яке розвивалося з II по XI сторіччя в Сериндії (Сіньцзян), західному районі Китаю, що є частиною Центральної Азії. Воно є розвитком мистецтва Гандхари та поєднує індійські традиції з грецькими та римськими впливами.
Буддистські місіонери, що подорожували по Великому шовковому шляху разом з буддизмом, принесли греко-буддистське мистецтво до Сериндії, де воно змішалось з китайськими та перськими впливами.

## Впливи у Східній Азії
Мистецтва Китаю, Кореї та Японії прийняли впливи греко-буддистського мистецтва, однак додали багато місцевих елементів. Найбільш легко ідентифікувати наступні впливи:
- загальний ідеалістичний реалізм фігур, що нагадує грецьке мистецтво;
- елементи одягу з ретельними складками в грецькому стилі;
- кучеряві середземноморські зачіски;
- в деяких буддистських зображеннях — крилаті фігури, що в польоті тримають вінок;
- грецькі скульптурні елементи — виноградні лози та квіткові сувої.

### Китай

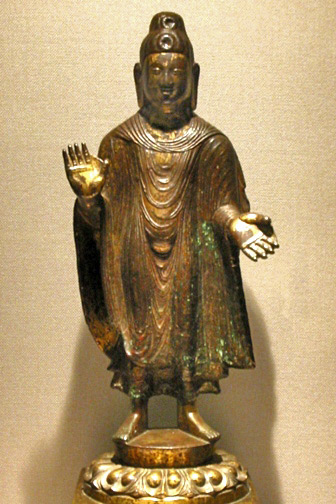
Будда Майтрея, північний Вей, 443 р.н. е.

В китайському буддистському мистецтві можна прослідкувати елементи греко-буддистського мистецтва, з декількома місцевими та часовими варіаціями в залежності від характеру різних династій, які сповідували буддизм. Одні з найбільш ранніх буддистських артефактів в Китаї — маленькі статуетки на «грошових деревах», датовані бл.200 р.н. е., в типовому гандхарському стилі. Деякі статуї династії Північна Вей дуже нагадують статуї стоячих Будд Гандхари. Вони виконані в більш символічному стилі, однак загальні пози та виконання одягу залишилися майже тими самими. Інші, наприклад статуї династії Північна Ці також мають греко-буддистський вплив, однак значно менші реалістичні та мають більше символічних елементів. Деякі статуї династії Східна Вей зображують Будду в одязі з ретельними складками в грецькому стилі та з літаючими фігурами, які тримають вінок, над ним.

### Японія

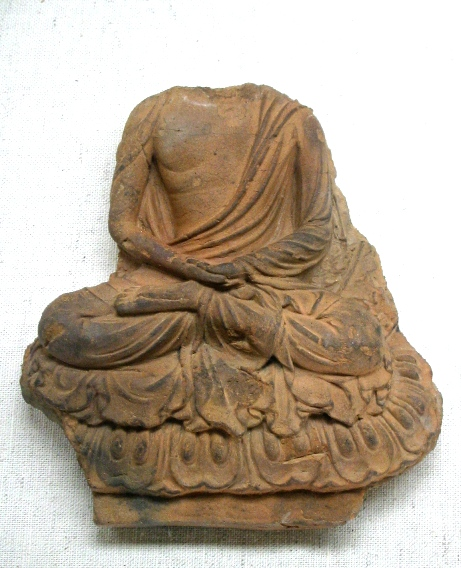
Будда, період Асука, 7-ме ст.

Будда, Камакура (1252), що нагадує греко-буддистський вплив.

В Японії буддистське мистецтво почало розвиватися після того, як країна прийняла буддизм в 548 р.н. е. Деяка плитка з періоду Асука, першого після прийняття буддизму, має виразно класичний стиль, зі складним елліністичним одягом та реалістично виконаною формою тіла, характерними для греко-буддистського мистецтва.
Інші роботи мали різні китайські та корейські впливи, тому японське буддистське мистецтво є дуже різноманітне в своєму вираженні. Однак багато елементів греко-буддистського мистецтва лишаються і по сьогодні, як от натхнені Гераклом охоронці Ніо перед входами до японських буддистських храмів, або зображення Будди, що нагадують грецьке мистецтво таке як Будда в Камакурі.

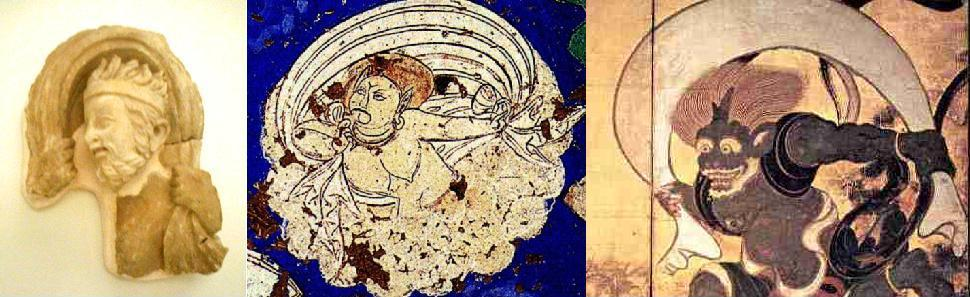
Іконографічна еволюція бога вітру.
Зліва направо: 1) Грецький бог вітру з Хадди, II ст.; 2) бог вітру, печери Кизил, Таримський басейн, VII ст.; 3) Японський бог вітру Фудзін, XVII ст.

Різні греко-буддистські впливи можна знайти в японському буддистському пантеоні, найбільш очевидний — в японському богу вітру Фудзіні. Відповідно до грецької іконографії для бога вітру Борею, японський бог вітру обома руками тримає над своєю головою тканину або «сумку вітру» в тій самій загальній позі. Також в японському зображенні було збережено надлишок волосся та перебільшені риси обличчя.

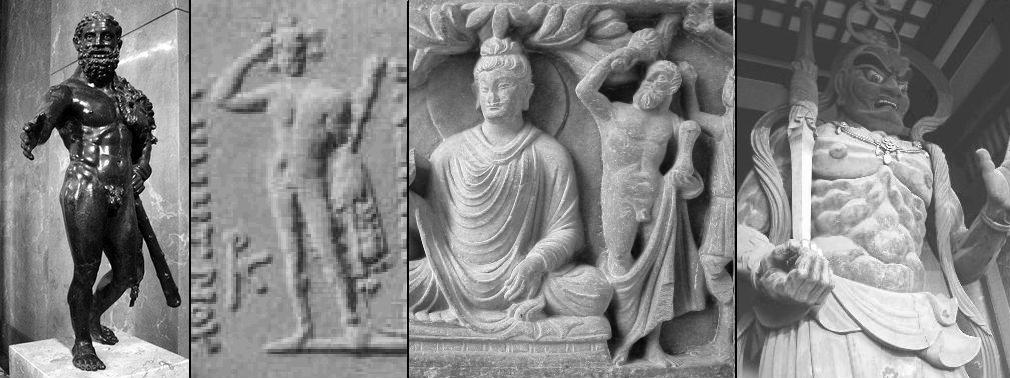
Іконографічна еволюція від грецького Геракла до японського бога Шуконгошін. Зліва направо:
1) Геракл (Лувр)
2) Геракл на монеті греко-бактрійського царя Деметрія I
3) Вайшравані, захисник Будди, зображений як Геракл в греко-буддистському мистецтві Гандхари
4) Шуконгошін, втілення Вайшравані, як бог-захисник в буддистських храмах Японії

Інше буддистське божество — Шуконгошін, один зі сповнених люттю захисників буддистських храмів в Японії, є також цікавим випадком переміщення зображення грецького Геракла на Далекий Схід вздовж Великого шовкового шляху. В греко-буддистському мистецтві Гераклв використовували для зображення Вайшравані, захисника Будди, і це зображення потім було використано в Китаї та Японії для зображення богів-захисників буддистських храмів.

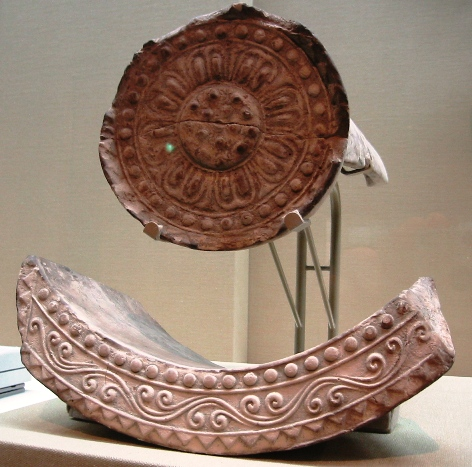
Храмова черепиця з Нари, VII ст.

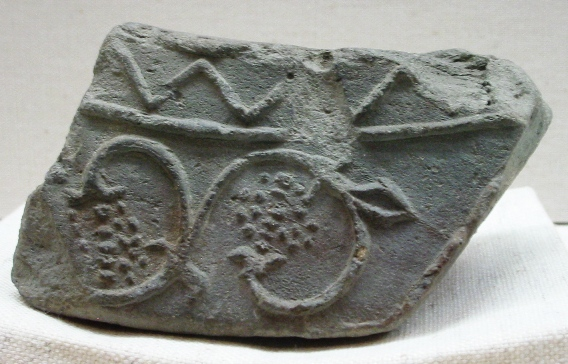
Сувої з виноградної лози та грон з Нари, VII ст.

Нарешті, мистецьке натхнення запозичене з грецьких квіткових сувоїв (гірлянд) можна побачити в прикрашення японської храмової черепиці, ледве не єдиного елементу дерев'яної архітектури, що пережив сторіччя. Найкраще це можна побачити на храмовій черепиці з Нари, VII ст., деякі з яких прямо зображують виноградну лозу та грона. Ці мотиви розвивались у більш символічні зображення, однак в цілому лишаються і по сьогодні у багатьох традиційних японських будівлях.

## Вплив на мистецтво Південно-східної Азії

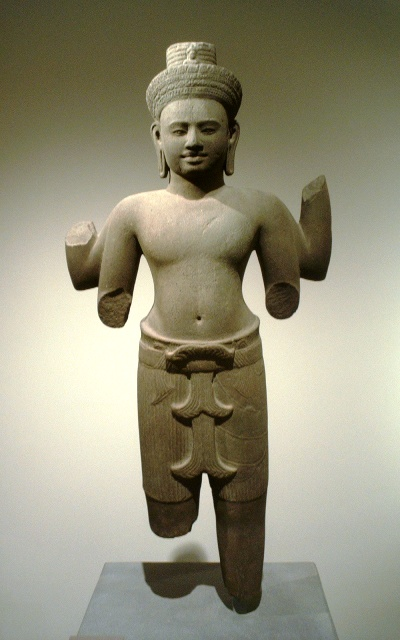
Бодгісаттва Локешвара, Камбоджа XII ст.

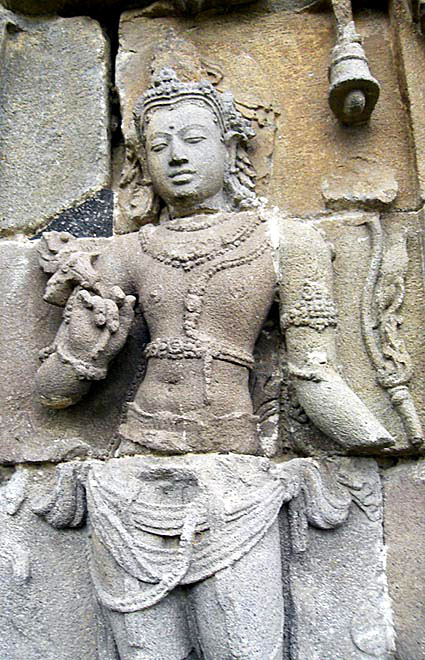
Авалокітешвара на стіні храму комплексу Плаосан, яванське мистецтво династії Сайлендри, IX ст.

Індійська цивілізація спричинила значний вплив на культури Південно-Східної Азії. Більшість країн прийняло індійське письмо та культуру, разом з індуїзмом та буддизмом Махаяна та Тхеравада.
Вплив греко-буддистського мистецтва ще видно в більшості зображень Будди в Південно-Східній Азії, в їх ідеалізмі, реалізмі та деталях одягу, хоча вони змішані з індуїстським мистецтвом і все більше приймають місцевих елементів.

## Культурне значення
Окрім стилістичних елементів, які поширювались по Азії майже тисячоліття, основним внеском греко-буддистського мистецтва до буддизму можна вважати ідеалістичний реалізм зображень, який дозволив передати у візуальній та легко зрозумілій манері стан особистого щастя та просвітлення, що пропонував буддизм, глибоко людського підходу буддизму та його доступності.
| Часова лінія та вплив греко-буддистського мистецтва | Часова лінія та вплив греко-буддистського мистецтва                                                       | Часова лінія та вплив греко-буддистського мистецтва                                                                            | Часова лінія та вплив греко-буддистського мистецтва                                                                     | Часова лінія та вплив греко-буддистського мистецтва              | Часова лінія та вплив греко-буддистського мистецтва              |
| Періоди                                             | Північна Азія                                                                                             | Центральна Азія | Гандхара | Індія                                                            | Південно-Східна Азія                                             |
| --------------------------------------------------- | --- | --- | --- | ---------------------------------------------------------------- | ---------------------------------------------------------------- |
| V ст. до н. е.                                      | | | | Зародження буддизму                                              |                                                                  |
| IV ст. до н. е.                                     | | Завоювання Александром Македонським (330 р. до н. е.)                                                                          | Завоювання Александром Македонським (330 р. до н. е.)                                                                   | Зародження буддизму                                              |                                                                  |
| III–II ст. до н. е.                                 | | Держава Селевкідів (300–250 рр. до н. е.) ---------- Греко-Бактрійське царство (250–125 рр. до н. е.) (Елліністичне мистецтво) | Імперія Маур'їв (321–185 рр. до н. е.) (Мистецтво без зображень)                                                        | Імперія Маур'їв (321–185 рр. до н. е.) (Мистецтво без зображень) | Прихід буддизму до Бірми                                         |
| II–I ст. до н. е.                                   | Китай, династія Хань Перша згадка про буддистські статуї, принесені до Центральної Азії (120 р. до н. е.) | Держава Селевкідів (300–250 рр. до н. е.) ---------- Греко-Бактрійське царство (250–125 рр. до н. е.) (Елліністичне мистецтво) | Індо-грецьке царство (180 р. до н. е.-10р. н. е.) Буддистський символізм та прозелітизм Стоячі Будди (за А.Фуке та ін.) | Династія Шунга (185-73рр. до н. е.)                              |                                                                  |
| I ст. до н. е.                                      | Китай, династія Хань Перша згадка про буддистські статуї, принесені до Центральної Азії (120 р. до н. е.) | Юечжі Кочівники-завойовники, які еллінізувались та прийняли буддизм                                                            | Індо-грецьке царство (180 р. до н. е.-10р. н. е.) Буддистський символізм та прозелітизм Стоячі Будди (за А.Фуке та ін.) | Індо-скіфське царство (80-20 CE)                                 |                                                                  |
| I ст. н. е.                                         | Офіційний початок буддизму в Китаї. Прибуття статуй Будди в 70р. н. е.                                    | Юечжі Кочівники-завойовники, які еллінізувались та прийняли буддизм                                                            | Індо-парфянське царство                                                                                                 | Мистецтво Матхури                                                |                                                                  |
| I–III ст. н. е.                                     | перші відомі статуї Будди в Китаї (пізня династія Хань, бл.200 р. н. е.)                                  | Кушанська імперія (10–350 CE)                                                                                                  | Кушанська імперія (10–350 CE)                                                                                           | Кушанська імперія (10–350 CE)                                    |                                                                  |
| IV–VI ст. н. е.                                     | Таримський басейн Китай Початок буддизму в Японії                                                         | Бактрія | Імперія Гуптів (320–550 рр.н.е)                                                                                         | Імперія Гуптів (320–550 рр.н.е)                                  | Буддизм Махаяна в Сіамі, Камбоджі та В'єтнамі                    |
| VII–XIII ст. н. е.                                  | Японія | Ісламські завоювання | Ісламські завоювання | Імперія Пала (11-те ст.)                                         | Southeast Asia Прибуття буддизму Тхеравада зі Шрі-Ланки в XI ст. |

## Музеї

### Великі колекції
- Пешаварський музей, Пешавар, Пакистан (найбільша колекція в світі).
- Лахорський музей, Лахор, Пакистан.
- Таксильський музей, Таксила, Пакистан.
- Національний музей Пакистану, Карачі, Пакистан.
- Індійський музей, Калькутта, Індія.
- Державний музей (Матхура), Матхура, Індія.
- Національний музей східних мистецтв Ґіме, Париж (бл. 150 артефактів, найбільша колекція поза Азією.)
- Британський музей, Лондон (бл. 100 артефактів)
- Токійський національний музей, Японія (бл. 50 артефактів)
- Національний музей східного мистецтва (Рим), Італія (бл. 80 артефактів)
- музей азійського мистецтва, Далем, Берлін, Німеччина.

### Малі колекції
- Музей мистецтва Метрополітен, США
- Музей стародавнього Сходу, Токіо, Японія (бл. 20 артефактів)
- Музей Вікторії та Альберта, Велика Британія (бл.30 предметів)
- Міський музей стародавнього мистецтва в Палаццо Мадама, Турин, Італія.
- Музей мистецтва Рубіна, США.

### Приватні колекції
- Колекція де Марто, Брюссель, Бельгія.

## Додаткова література
- Along the ancient silk routes: Central Asian art from the West Berlin State Museums. New York: The Metropolitan Museum of Art. 1982. ISBN 9780870993008. {{cite book}}: Зовнішнє посилання в |title= (довідка)
- Ihsan Ali and Muhammad Naeem Qazi, Gandharan Sculptures in Peshawar Museum, Hazara University, Mansehra.